# História da RedeTV!
A história da RedeTV!, rede de televisão brasileira, inicia-se a partir da compra das concessões das cinco emissoras próprias da então Rede Manchete pelos empresários Amilcare Dallevo Jr. e Marcelo de Carvalho, sócios da TeleTV, empresa que prestava o serviço telefônico Tele900 para os canais de televisão. A emissora foi fundada em 15 de novembro de 1999, seis meses após a extinção da Rede Manchete, sendo que a rede ficou conhecida pelo nome de TV! até a inauguração da RedeTV!.

## Concessões

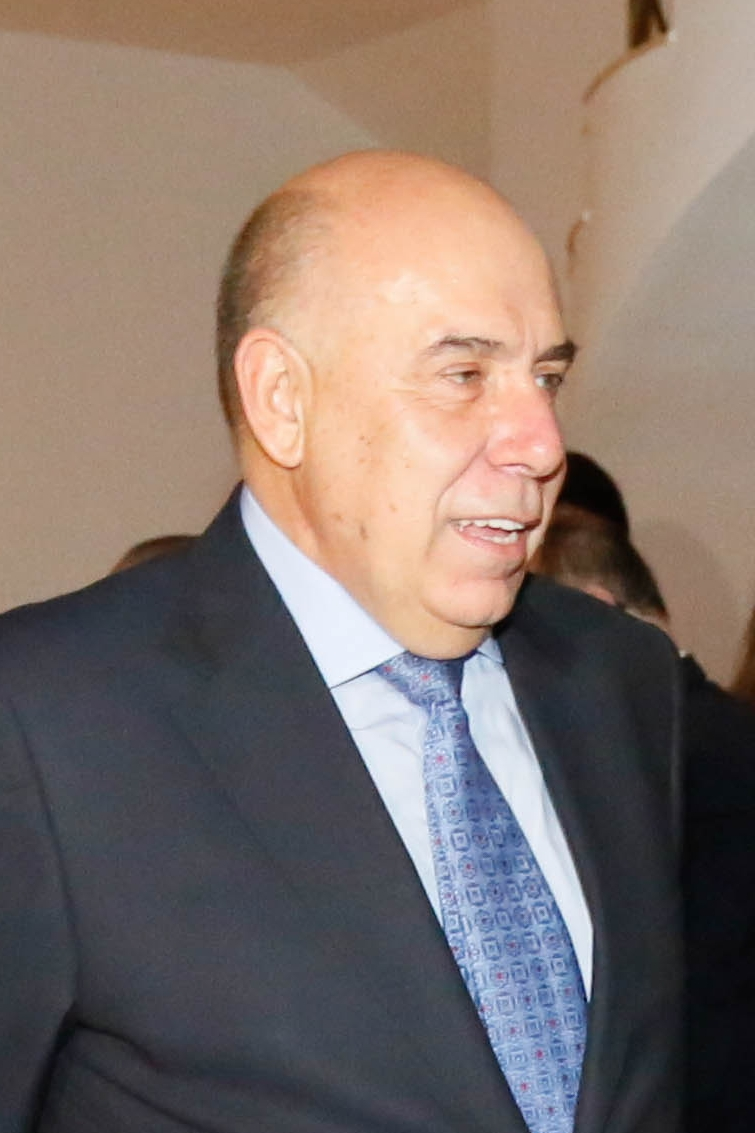
Amilcare Dallevo Jr, presidente da RedeTV!.

A história da RedeTV! começa quando as cinco concessões da Rede Manchete começaram a ser novamente vendidas por Pedro Jack Kapeller, o "Jaquito", sobrinho de Adolpho Bloch, falecido em 19 de novembro de 1995, aos 87 anos, e principal herdeiro das empresas do Grupo Bloch, após as tentativas fracassadas em 1992 e 1999, quando a rede enfrentou as graves crises de 1991 e 1998.
As concessões da TV Manchete estavam vencidas e o Governo Federal realizou a transferência direta das mesmas para a RedeTV!. Tal decisão foi confirmada pelo Congresso Nacional mediante e condicionada a assunção e liquidação da dívida de R$ 243 milhões com a União (Receita Federal, INSS, FGTS, etc…) da antiga TV Manchete Ltda.
A RedeTV! surgiu em 1999 apostando na tecnologia e em estratégias de mercado diferenciadas. Amilcare Dallevo Jr e Marcelo de Carvalho foram os únicos sócios da emissora até maio de 2011. Os equipamentos e o acervo da antiga TV Manchete foram assumidos pelo grupo empresarial Hesed Participações antes mesmo da emissora mudar de nome (TV! e posteriormente de maneira definitiva RedeTV!). Os proprietários da RedeTV! alegavam nunca terem assumido o compromisso de assumir o passivo trabalhista da TV Manchete. Existia decisões judiciais a favor e contra este posicionamento dos donos da RedeTV!. O Supremo Tribunal Federal (STF) analisou este impasse jurídico e em outubro de 2009, STF emitiu a decisão final, que a RedeTV! não tem responsabilidade sobre a dívida trabalhista da antiga Manchete com seus funcionários.
Em 2 de maio de 1999, o empresário Amilcare Dallevo Jr., presidente da organização grupo paulista TeleTV, que opera o sistema de ligações interativas com sorteios pela televisão por meio do prefixo 0900, a qual operava o "Tele 900", assina o contrato para transferência direta das Concessões mediante a assunção do passivo acima e outras obrigações. Hoje, o passivo total do Grupo TV Ômega já ultrapassa R$ 400 milhões.
Em 8 de maio, depois de várias reuniões, num acordo acompanhado pelo Ministério das Comunicações, as emissoras foram adquiridas pela TV Ômega, de Dallevo. A transação ocorreu dez dias antes do prazo final para a renovação das concessões, que estavam vencidas desde 1996. Se até 18 de maio de 1999, a TV Manchete não tivesse pagado boa parte de suas dívidas, seria liquidada e definitivamente extinta. Em 9 de maio, a TV Manchete é vendida ao grupo TeleTV. A empresa vai pagar passivos de R$ 330 milhões, cancelando as demissões feitas em 1998 e investindo 100 milhões de dólares nos próximos 12 meses. No dia 10 de maio, a TV Manchete passa a se chamar TV!. A última transmissão oficial da emissora, com o nome Manchete, é a final do Torneio Masters Series de Roma daquele ano, vencido por Gustavo Kuerten, a partir daí a Rede Manchete passava a se chamar TV! e posteriormente RedeTV!.
A TV Ômega tem concessões das antigas emissoras da Manchete nas cidades Rio de Janeiro, São Paulo, Recife, Fortaleza e Belo Horizonte. Dallevo transferiu a sede da emissora para a cidade de Barueri em São Paulo. Pode-se dizer que a RedeTV! é sucessora das extintas TV Tupi e TV Excelsior, e também principalmente da Rede Manchete, pois as concessões haviam sido originalmente da TV Tupi — no Rio de Janeiro, Recife, Belo Horizonte e Fortaleza — e da TV Excelsior, com apenas uma concessão em São Paulo. Essas concessões haviam sido dadas à TV Manchete e transferidas para a TV Ômega.

### TV!
Extraoficialmente, a RedeTV! entrou no ar no dia 10 de maio de 1999, exibindo as atrações que restavam da Rede Manchete com o nome TV!, apesar do nome RedeTV! já ser divulgado nas grades de programação dos jornais. No jornal Folha de S.Paulo, por exemplo, o nome RedeTV! foi veiculado pela primeira vez na grade de programação do dia 15 de junho de 1999, mas oscilando entre os nomes RedeTV! e Rede Manchete nas edições seguintes do jornal, até a inauguração definitiva da rede.
A grade consistia em televendas. O telejornal Primeira Edição substituiu o Jornal da Manchete. Às 22 horas, era a vez da reprise da telenovela Pantanal, que já estava em seu término. Às 22h50min era transmitido o Clip Show, no lugar do Manchete Clip Show, com duração de uma hora, e logo a seguir programas independentes eram exibidos, com destaque para Estilo Ramy, que logo encerrava a programação às 2h00min. Aos domingos havia o esportivo Toque de Bola.
Aos poucos essas atrações que restaram da Manchete foram saindo do ar, ficando apenas o Clip Show e o Primeira Edição, além do Business, que continuou no ar mesmo com a troca do nome da rede (TV! e depois RedeTV!), alterando o nome para Show Business. Foram também exibidas séries japonesas entre 23h00min e 0h00min, para depois programas independentes seguirem a programação até as 2h00min.

## Estréia da RedeTV!
Na madrugada do dia 12 de novembro de 1999, a TV! encerrava a programação pela última vez. No lugar dela, foi colocada no ar a seguinte mensagem: "Faltam 3 dias para o início de uma nova era da televisão brasileira", com um fundo verde e a logomarca da RedeTV!, embora fosse colocada uma megachamada de programas da própria emissora a cada 15 ou 30 minutos. No dia 13 de novembro, a frase muda para "Faltam 2 dias para o início de uma nova era da televisão brasileira". A partir das 07 horas do dia 14, aparecia, no lugar da data, o tempo de contagem regressiva — com hora, minuto, segundo e milésimo de segundo — para a estreia no dia seguinte.
Às 6 horas, 57 minutos e 54 segundos do dia 15 de novembro, sem nenhuma cerimônia e repentinamente, foi exibida uma chamada das séries estadunidenses Jeannie é um Gênio e A Feiticeira, com duração de 36 segundos. Depois, em seguida, foi exibida uma vinheta da RedeTV! e a abertura do telejornal Brasil TV!, com duração de 30 minutos, sendo este o primeiro programa exibido pela emissora.

## 1999-2000

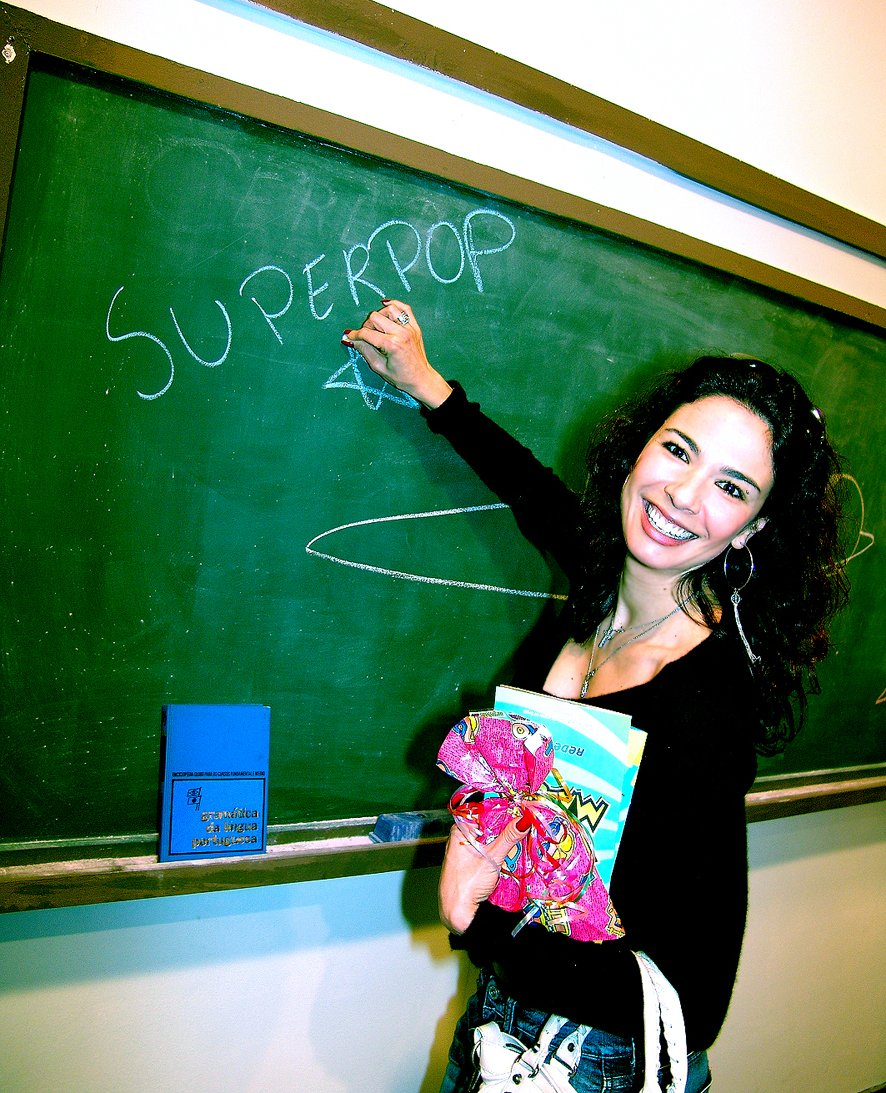
Luciana Gimenez torna-se apresentadora e comanda o programa Superpop.

A lista dos principais programas de segunda a sexta-feira e nos fins de semana era:
- Brasil TV!, telejornal matutino, transmitido das 07h às 7h30, apresentado inicialmente por Júlio Mosquéra, ao vivo, direto de Brasília, com o noticiário político e econômico, e as primeiras informações do dia.
- RTV!, programa jornalístico exibido no horário do almoço (12h às 13h) até meados de 2003, seus principais apresentadores foram Cláudia Barthel e Florestan Fernandes Jr., ao vivo, direto no Rio de Janeiro, com as informações da manhã e o que seria notícia durante a tarde.[6]
- Interligado, transmitido das 14h às 15h, exibia videoclipes musicais, que eram apresentados por Fernanda Lima. Em 2000 o programa muda de horário e passa a ser exibido das 18h às 19h, e posteriormente passa a ser apresentado por Fabiana Saba, quando ganhou um formato de Game Show.[6][7]
- A Casa é Sua, programa voltado ao público feminino, transmitido das 9h30 às 12h, inicialmente apresentado por Valéria Monteiro,[6] em 2000 por Sônia Abrão, quando passou a ser exibido das 14h às 16h, 2002 por Leonor Corrêa, 2003 por Clodovil Hernandez e por fim em 2005, com uma crise na atração, Ronaldo Ésper, Liliane Ventura, Monique Evans e Marisa Carnicelli apresentaram o programa que foi extinto em 2006 sucedido pelo A Tarde É Sua.
- Galera na TV, programa infantil que durou até metade de 2000, este ia ao ar às 17h-19h e era apresentado pela ex-paquita Andréia Sorvetão e exibia os desenhos da Hanna-Barbera com os Smurfs e Snorks com versão brasileira Herbert Richers, além da série de tv Zuzubalândia.[6]
- TV Arte era exibido durante as noites de domingo, tinha os filmes mais aplaudidos da critica mundial e os melhores filmes estadunidenses.
- TV Fama, entrou no ar nas primeiras semanas da RedeTV! as 19h, porém ainda em 1999 saiu do ar, mas voltou em 2000 e é transmitido até hoje, às 21h30.[6]
- O Show Business foi um programa apresentado por João Dória Jr. nas noites de domingo. Era transmitido das 22h30 às 23h30, trazendo entrevistas com personalidades.
- As séries Jeannie é um Gênio e A Feiticeira — com trinta minutos cada — eram exibidas das 20h às 21h até a metade do ano 2000 no programa Série Especial.[6]
- Friends foi a série de maior sucesso na emissora. Chegou a ser adquirida pela extinta Rede Manchete, porém não foi exibida. A série entrava no ar todos os sábados às 19h30 com uma meia de duração, porém no final do ano 2000, o SBT teve interesse pela série e, por conta de uma parceria exclusiva com a Warner, ganhou os direitos de transmissão.[6]
- Jornal da TV! era o principal telejornal da emissora exibido inicialmente exibido de segunda à sábado das 21h30 às 22h15, ao vivo, direto de São Paulo, trazendo as principais notícias do dia.
- TV Economia era apresentado por Denise Campos de Toledo das 22h15 às 22h30, com o noticiário econômico do dia. Foi extinto em 2000.[6]
- TV Magia foi um programa de filmes exibidos pela RedeTV! de segunda à sábado. Era transmitido 15h-17h, sendo aos sábados exibido em formato de sessão dupla, onde a 2° sessão era denominada TV Magia Especial.
- TV Terror foi um programa de seleção de filmes exibido nas noites de sábado que apresentava filmes do gênero. Era exibido a partir das 22h15
- Superpop, transmitido inicialmente às 20h-21h30 era apresentado por Adriane Galisteu, posteriormente passa a ser apresentado por Luciana Gimenez[6][8][9]
- Cine Total, exibido de terça à sexta, às 22h30. Sessão interativa onde o telespectador escolheria qual filme desejava assistir via telefone, com apresentação do crítico de cinema Rubens Ewald Filho.[6] O programa voltou a ser exibido várias vezes, porém sem o formato interativo, em 2012 substituiu por curto prazo as reprises do Pânico na TV com a ida para a Band e foi exibido aos domingos à noite, mas ainda no mesmo ano foi extinto novamente.[10]
- TV Escolha, exibido somente aos domingos, neste três sessões de filmes eram exibidos entre às 14h e 20h, em cada sessão era feito um sorteio entre dois filmes definindo qual seria o próximo a ser exibido. Foi transmitido até 2003, inicialmente com apresentação de Fernanda Lima, e posteriormente do crítico de cinema Rubens Ewald Filho com os estúdios norte-americanos. com a Paramount Pictures com versão brasileira Herbert Richers.[11][12]
- Bola na Rede, uma mesa-redonda com a análise do fim de semana esportivo, sobretudo do Futebol, também exibida somente aos domingos, 20h-22h que no início era apresentado por Juca Kfouri e Angelita Feijó, posteriormente substituído pelo jornalista Roberto Avallone e depois por Fernando Vanucci, Gabriela Pasqualin, Silvio Luiz e Fernando Fontana. O programa saiu do ar em 2020.[13]
- Leitura Dinâmica, um jornalístico semanal exibido aos domingos 22h-22h30, antigamente apresentado por Milton Jung, e mantinha participações especiais de Juca Kfouri e Daniel Piza; atualmente é apresentado de segunda a sexta por Gabriela Di França.[6]
- Em 2000, a rede trouxe a jornalista Marília Gabriela e o apresentador e repórter Otávio Mesquita, lançando os programas Gabi e Perfil 2000.

Na noite do dia 15 de novembro, a rede comemorou um ano no ar com uma festa, que foi transmitida ao vivo.

## Década de 2000

### 2001
Em janeiro, o programa de clipes musicais Interligado, apresentado pela Fabiana Saba, passa a ser programa de competição e muda de nome para Interligado Games. O programa foi extinto em 2003.
Após os atentados de 11 de setembro, a rede começa a seguir o modelo das emissoras internacionais da CNN, dos Estados Unidos, e Al Jazira do Catar. A RedeTV! começa a inserir mensagens na parte inferior da tela, para que telespectadores lessem um resumo do que estava sendo exibido no momento.
No mês de junho, estreou o programa Noite Afora. O programa tinha grande repercussão e audiência, chegando a se manter na vice-liderança noturna. Apresentado por Monique Evans, trazia matérias e entrevistas de conteúdo sensual, sempre se encerrando com um strip-tease parcial. No início de 2004, o programa saiu do ar.

### 2002
Estreou o programa semanal Eu Vi na TV de João Kléber. Inicialmente, o programa chamava-se Te vi na TV. Em novembro de 2005, após o canal acatar decisão da Justiça de não exibir mais pegadinhas e o Teste de Fidelidade, o programa teve de ser tirado do ar.
Foram extintos os programas Perfil 2000, apresentado por Otávio Mesquita, e o Gabi, comandado por Marília Gabriela, quando esta retornou ao SBT. Entrou no ar o programa Late Show Viva Mundo, abordando assuntos como turismo, ecologia, entre outros. A atração foi transmitida até 2008, sob o comando de Luísa Mell.
Neste ano, a rede diminui o espaço dado às emissoras locais que retransmitem ou são afiliadas, geralmente com propagandas. A emissora começa a exibir novelas estrangeiras, com a estreia da sua primeira novela Yo soy Betty, la fea, uma trama colombiana exibida no horário nobre, que foi reprisada entre 2004 e 2005, e está em sua terceira reprise, em 2013. Depois seguem-se outras atrações do gênero, como Pedro, El Escamoso, Gata Salvaje e Pasión de Gavilanes, exibidas até o final de 2003.
Houve a estreia do programa Bom Dia Mulher no período da manhã, que até então o horário era ocupado por infomerciais, permanecendo no ar até 2009. Também estreou o telejornal Repórter Cidadão apresentado pelo jornalista Marcelo Rezende, permanecendo no ar até agosto de 2005.

### 2003

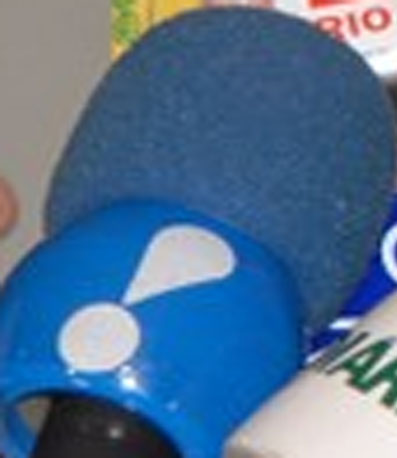
Microfone e canopla da RedeTV!.

No mês de junho, a TV Brasília trocou a RedeTV! pelo Canal 21 (emissora do Grupo Bandeirantes). Com isso, a RedeTV! deixou de ser assistida em sinal aberto em todo o Distrito Federal, e também pela televisão paga local — a Mais TV —, podendo ser assistida apenas pela DirecTV, pela SKY e via Antena Parabólica, através do sinal do Brasilsat B1, que em 2007, a emissora passou a utilizar o Brasilsat B4. Em 2005, o canal retornava a grade da NET por meio de uma repetidora instalada na cidade.
O crescimento voltou com a afiliação da TV Pampa Porto Alegre, que trocava a TV Record pela RedeTV!. A TV Pampa voltou a transmitir a Rede Record, depois de pouco mais de sessenta dias transmitindo a RedeTV!.
No jornalismo, a emissora une o TV Esporte e o RTV, formando o TV Esporte Notícias, apresentado por Fernando Vanucci e pela, no momento inexperiente, Renata Maranhão.
Em junho, estreia o Almoço com os Artistas, apresentado por Faa Morena, que recebia com muita simpatia artistas renomados, e que marcava e alegrava as tardes de sábado.
Em 28 de setembro, estreia o programa humorístico de sucesso da Rádio Jovem Pan FM, o Pânico na TV. Ao final do ano, a RedeTV! negocia com a TopSports a transmissão de alguns eventos esportivos, nascendo assim o projeto Esporte Interativo, que em 2007 tornou-se um canal independente.

### 2004
Depois da perda de duas importantes redes regionais, TV Pampa Porto Alegre e TV Brasília, a RedeTV! encontrou no final de 2003 e no início de 2004 um mercado favorável ao crescimento de sua cobertura geográfica. A capital gaúcha voltou a receber o sinal da RedeTV! através da TV Urbana, transmitindo no canal 55 UHF de Porto Alegre.
Em 19 de abril, entrou no ar o programa Tarde Quente apresentado por João Kléber no lugar do Canal Aberto. Em 11 de outubro, estreou o seriado diário Vila Maluca, que esteve no ar até 2006.

### 2005

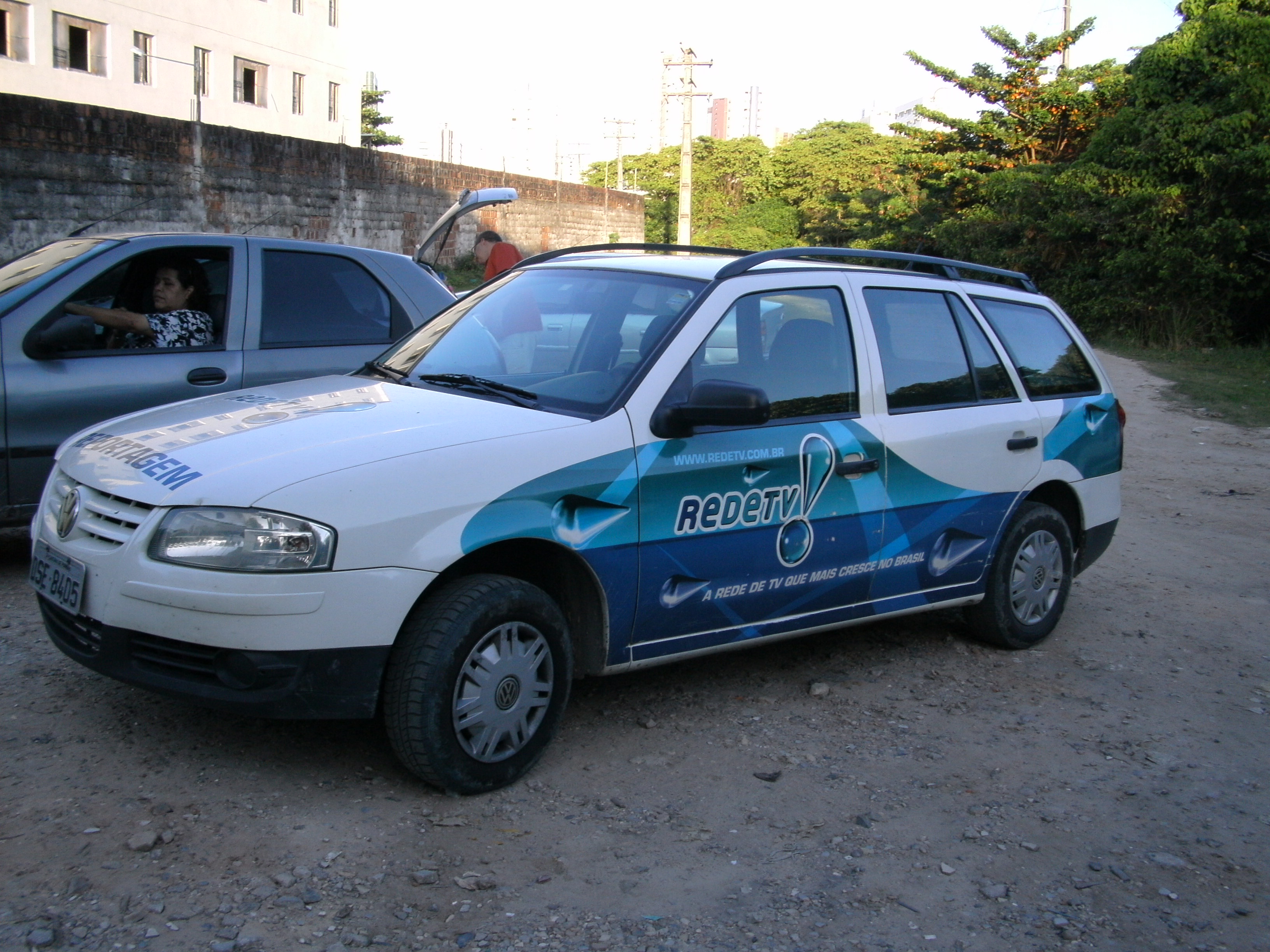
Veículo de reportagem da RedeTV! Recife.

Em 15 de janeiro, o estilista Clodovil Hernandez é demitido da emissora por causa das diversas críticas a apresentadora Luisa Mell e integrantes do Pânico na TV. Clodovil move ação judicial alegando que a emissora o demitiu injustamente. Em 12 de novembro de 2008 a emissora foi condenada a pagar 1 milhão de reais de indenização.
No dia 28 de fevereiro, entrou no ar o telejornal RedeTV! Esporte, mostrando as principais informações do mundo esportivo. No período de 3 de abril a 19 de junho, foi exibido aos domingos o seriado Mano a Mano.
No mês de agosto, estreou o programa diário Encontro Marcado apresentado pelo Luiz Gasparetto, permanecendo no ar até junho de 2008. Em 22 de agosto, o telejornal RedeTV! News substitui o extinto Jornal da TV!, ancorado primeiramente por Marcelo Rezende e, logo após sua saída, pelos jornalistas Augusto Xavier e Rita Lisauskas, e atualmente mediado por Amanda Klein e Boris Casoy.
Vantuir Alves da Silva, o Jacaré, é contratado, em data incerta, para apresentar o "Programa do Jacaré". Diferente de suas passagens na CNT e na Rede 21 (com qual ambas eram uma produção independente), este, por sua vez torna-se produção própria. Era levado ao ar diariamente pela manhã, entre as 6 e 8h30 da manhã, no horário que anteriormente era dos programas jornalísticos.
Após uma grande batalha judicial com a TopSports, a empresa de marketing esportivo ameaçou cortar o sinal da RedeTV!, se a emissora continuasse a transmitir a Liga dos Campeões da UEFA. Foi a cartada final para ganhar os direitos de transmitir o restante da temporada, e há quem diga que foi aí que a emissora começou a atravessar uma grave crise judicial. Hoje esta competição esportiva é transmitida pela TNT, Space (ambas as duas transmitem desde meados de 2018 através de uma parceria entre a Turner e a Esporte Interativo) e Facebook.
Em 14 de novembro, véspera do aniversário dos seis anos da emissora (15 de novembro), por uma decisão judicial, o sinal do canal 9 VHF de São Paulo foi desligado às 21 horas — 10 minutos depois do horário político — e a RedeTV! ficou por mais de 25 horas fora do ar. O sinal via a cabo ou satélite não foi interrompido, mesmo em São Paulo. A saída do ar da rede provocou manifestações da imprensa de rádios, emissoras de televisão, jornais e páginas de internet nos dias seguintes.
A medida foi tomada porque a emissora descumpriu uma ordem judicial onde ela era obrigada a exibir um programa educativo produzido pelo Ministério Público e por ONGs, no lugar do Tarde Quente, uma atração vespertina apresentada por João Kléber que, segundo o Ministério Público, estimularia a homofobia e o preconceito contra homossexuais em "pegadinhas". Em 2002, a Revista Veja denunciou as pegadinhas, que segundo os jornalistas eram pura armação.
Embora estivesse no ar via satélite e fora de São Paulo, no período que ficou fora do ar, a RedeTV! exibiu apenas reprises em toda a sua programação, com exceção do departamento dos jornalísticos e esportivos, assim também como o programa TV Fama, que ficou de plantão nesse dia.
A RedeTV! acatou a decisão e exibiu do dia 12 de dezembro de 2005 até o dia 20 de janeiro de 2006 o programa obrigatório Direitos de Resposta, em parceria com o Ministério Público e com ONGs de direitos humanos. A emissora dispensou João Kléber e tirou do ar seus programas (Tarde Quente e Eu Vi na TV ).
Quase sete anos após ter assumido os canais que antes pertenciam à Rede Manchete de Televisão, no dia 29 de novembro os sindicatos dos radialistas e jornalistas de diversos estados do país encaminham ao presidente do Brasil (Luiz Inácio Lula da Silva) e também a diversos ministros o pedido de cassação das concessões da Rede Manchete, dadas à RedeTV!. Eles alegam que a emissora descumpre ordens judiciais que a colocam na condição de sucessora da extinta emissora (e, portanto, responsável por suas dívidas), não pagam salários atrasados, sonegam impostos, não pagam FGTS, desrespeitam leis que regulamentam as profissões de seus funcionários, entre outras queixas. O caso foi arquivado.
Duas novas capitais começam a contar com o sinal da RedeTV!: a capital do Espírito Santo, (Vitória), que recebe as imagens através da RedeTV! ES, pelo canal 13 VHF; e a capital do Rio Grande do Norte (Natal), através da MultTV!, atual TV Independente, pelo canal 17 UHF. Brasília voltou a receber o sinal, diretamente do satélite e por televisão a cabo.

### 2006
Em 11 de março, o programa Almoço com os Artistas muda o nome para Ritmo Brasil, apresentado pela Faa Morena, que traz as tendências musicais de todo o Brasil.
Em 26 de abril, chega ao fim o programa A Casa é Sua, depois de mais de 5 anos no ar desde a estreia da emissora. No lugar da antiga atração, entra o novo programa A Tarde É Sua, com a jornalista Sônia Abrão, que já atuou na RedeTV! entre 7 de Fevereiro de 2000 e Março de 2002, substituindo Marisa Carnicelli.
Em 5 de junho, a cidade de Aracaju, capital de Sergipe, passou a contar com uma afiliada, porém operando somente na Televisão por Assinatura local, a TV Cidade.
No dia 6 de junho, estrearam os blocos infantis TV Clubinho e TV Kids, dobrando a audiência da emissora nos horários dos blocos. O bloco TV Clubinho, focado no público pré-escolar, parou de ser transmitido em 2007.
Em 26 de agosto, entrou no ar o programa esportivo Sábado Campeão, transmitindo lutas de boxe sob o comando de Luiz Alfredo. Depois entrou Cristina Lyra no comando.

### 2007

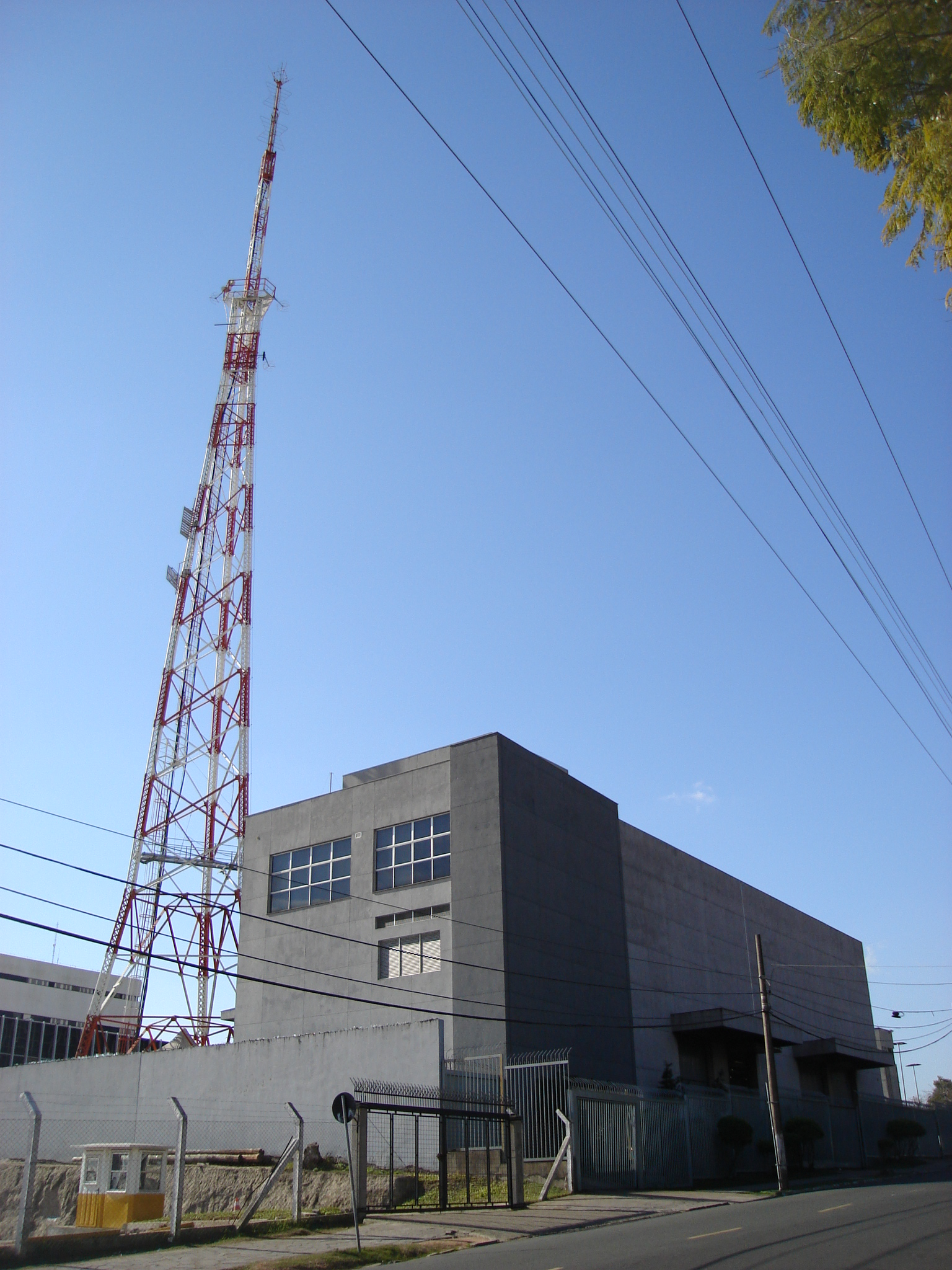
Sede da TV Pampa, afiliada à RedeTV! em Porto Alegre, RS.

Depois que a TV Record comprou a TV Guaíba em Porto Alegre, a TV Pampa Porto Alegre iniciou negociações para voltar a transmitir a RedeTV! e o contrato foi assinado em meados do mês de junho na entrega do prêmio People no festival de publicidade de Gramado. Nesse primeiro momento, somente a TV Pampa Porto Alegre foi sua afiliada, a TV Pampa Norte, Centro e Sul continuaram afiliadas à Rede Record até julho de 2008. Em Salvador, a RedeTV! passou a ser transmitida pelo canal 18 UHF.
Entre janeiro e fevereiro, vão ao ar duas atrações estadunidenses: o reality show The Contender e o seriado Desperate Housewives, que no mês de agosto ganhou uma versão brasileira intitulada Donas de Casa Desesperadas, atingindo bons índices de audiência na estreia.
No dia 3 de agosto, Goiânia começou a receber o sinal da RedeTV! no canal 49 UHF, através da retransmissão da Rede VTV, afiliada a RedeTV! em Santos, SP.
No dia 16 de agosto, os sindicatos de trabalhadores radialistas e jornalistas (o FITERT e FENAJ) dos estados de São Paulo, Rio de Janeiro, Distrito Federal, Minas Gerais, Pernambuco e as respectivas federações do país, enviam novamente carta ao presidente Lula, reclamando que os donos da RedeTV!, Amilcare Dallevo Jr e Marcelo de Carvalho Fragali, não estão cumprindo o acordo firmado com os sindicalistas. Eles querem que os donos cumpram o acordo de pagar as dívidas trabalhistas e salários atrasados dos funcionários da antecessora Rede Manchete, como era previsto no contrato para assumir o controle e a concessão do canal que a família Bloch era detentora.
No dia 21 de agosto, em Porto Velho, Rondônia, uma nova afiliada da rede: a inauguração da geradora da RedeTV! Rondônia — exibindo no canal 17 UHF, antes uma retransmissora —, pertencente ao Sistema Gurgacz de Comunicação. A emissora tem uma programação local que é líder de audiência em Rondônia.
Em 24 de agosto, o RedeTV! Esporte sai do ar, por não mais atingir índices satisfatórios de audiência. Em seu lugar, no dia 27 de agosto, entrava no ar mais um programa jornalístico: o Notícias das 6, com Rodolpho Gamberini. Com a alteração do horário, o noticiário mudou para o nome Notícias das 7 apresentado por Cristina Lyra. O telejornal Good News estreou aos sábados comandado também por Cristina Lyra.
Em 13 de outubro, entra no ar o reality show A Corrida Milionária apresentado por Rony Curvelo. Foi transmitido até 5 de janeiro de 2008.
Em 1º de dezembro, a emissora leva ao ar o reality show Dr. Hollywood com apresentação de Dr. Robert Rey e Daniela Albuquerque, sendo a primeira vez que o reality show americano "Dr.90210" foi exibido na TV aberta brasileira.
Em 3 de dezembro, a emissora muda desta vez a vinheta de abertura, logotipo e gráficos.

### 2008

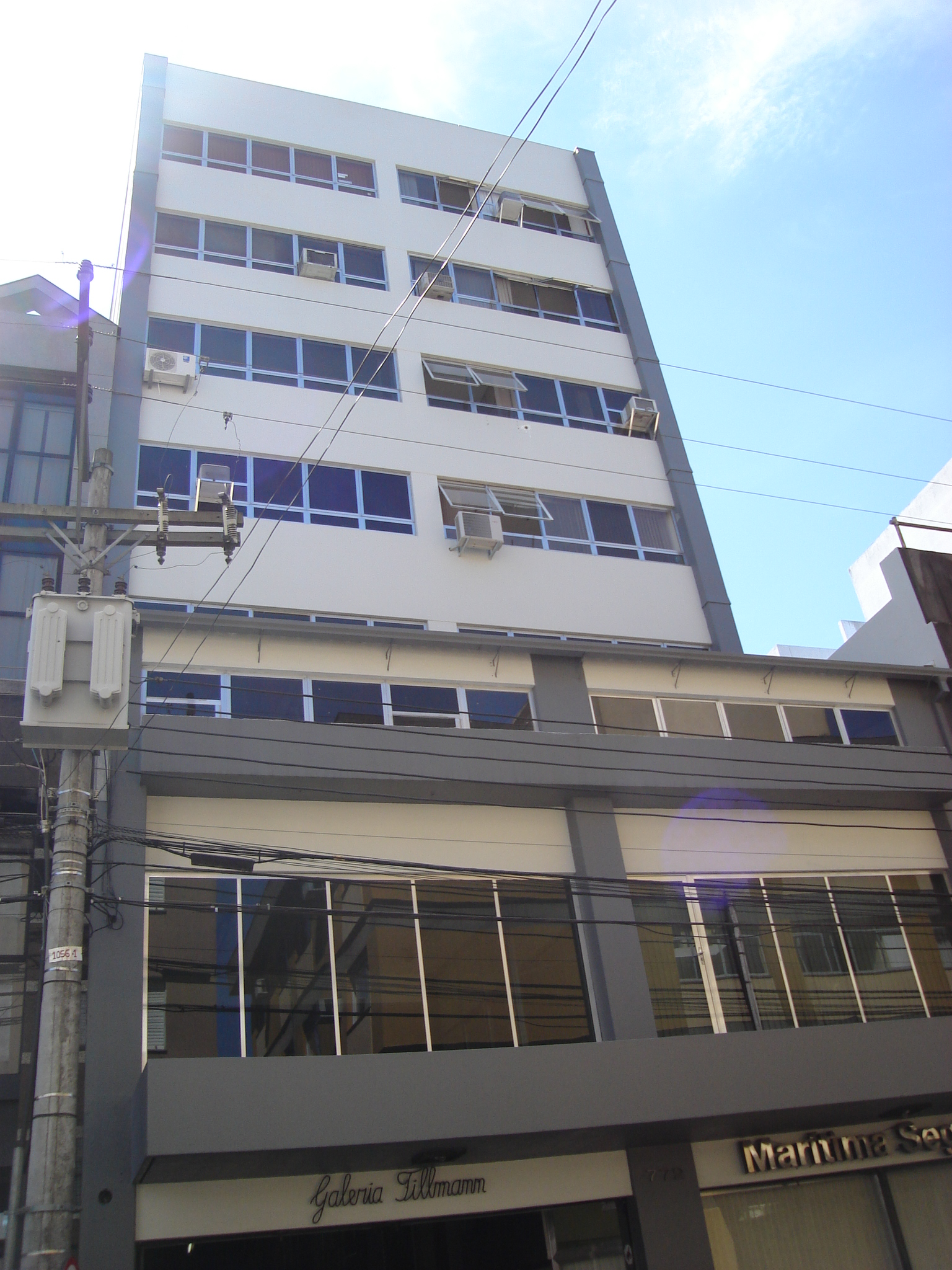
Sede da TV Pampa Sul, afiliada à RedeTV! em Pelotas, RS.

No dia 1.º de fevereiro, a RedeTV! perdeu uma de suas principais afiliadas: a RedeTV! Sul, transmissora do canal em todo o estado de Santa Catarina e em parte do Paraná. Assinou em 29 de novembro um contrato com o SBT, que garante o sinal do canal em Santa Catarina e recebeu o nome de SBT Santa Catarina com sede na cidade de Lages.
Em abril, estreou o programa Amaury Jr. Show comandado por Amaury Jr. Reportagens destacadas no Programa Amaury Jr. são reprisadas aos sábados no Amaury Jr. Show. No dia 8 de abril, a RedeTV! Rio de Janeiro torna-se a primeira emissora fluminense a ter o sinal digital em alta definição.
Em maio, a RedeTV! passou a ter seus primeiros correspondentes internacionais: Daniel Fabris em Nova Iorque para cobrir os Estados Unidos da América e o repórter Franz Vacek em Paris para cobrir a Europa. No período de 11 de maio a 28 de outubro, foi exibido o reality show Clube das Mulheres sob comando da jornalista Márcia Peltier.
Em 1.º de junho, a TV Brasília, transmitida pelo canal 6 VHF volta a ser afiliada e passa a retransmitir parte da grade diária da RedeTV!, tornando-se a 43.ª afiliada. No dia 3 de junho, entrou no ar a TV Arapuan em João Pessoa, na Paraíba. Em 9 de junho, estreou o telejornal Leitura Dinâmica Primeira Edição, mantendo o dinamismo da edição da noite (Leitura Dinâmica).
Em 14 de julho, a RedeTV! ganha três novas afiliadas no Rio Grande do Sul: a TV Pampa Sul (Pelotas), a TV Pampa Centro (Santa Maria) e a TV Pampa Norte (Carazinho). Desde 1.º de junho de 2007, a rede já era transmitida em Porto Alegre pela TV Pampa, canal 4, em substituição à Rede Record que havia inaugurado uma emissora própria no canal 2, onde funcionava a TV Guaíba, mas no interior do estado, as emissoras da Rede Pampa de Comunicação ainda eram afiliadas à Record, o que terminou após divergências entre os diretores dos dois grupos. A Rede Record deixou de ser transmitida pela Rede Pampa e passou a cobrir temporariamente apenas a região sul do estado com a TV Nativa, canal 18 de Pelotas.
Em agosto, a emissora decide rescindir o contrato da apresentadora Luísa Mell e acaba interrompendo bruscamente o Late Show, reformulando a programação.
Em 30 de agosto, estreou o programa Brothers nas tardes de sábado, com os irmãos Supla e João Suplicy, elevando a audiência da emissora no horário.
No dia 3 de outubro, Amílcare Dallevo Jr., anuncia ao vivo no Bom Dia Mulher que a RedeTV! terá nova sede, agora na cidade de Osasco. A futura sede será inaugurada em 15 de novembro de 2009, quando a rede completa dez anos no ar. Em 19 de outubro, entra no ar o programa jornalístico semanal É Notícia apresentado pelo Kennedy Alencar. No dia 25 de Outubro, entrou no ar a TV Arapuan em Campina Grande e João Pessoa.

### 2009

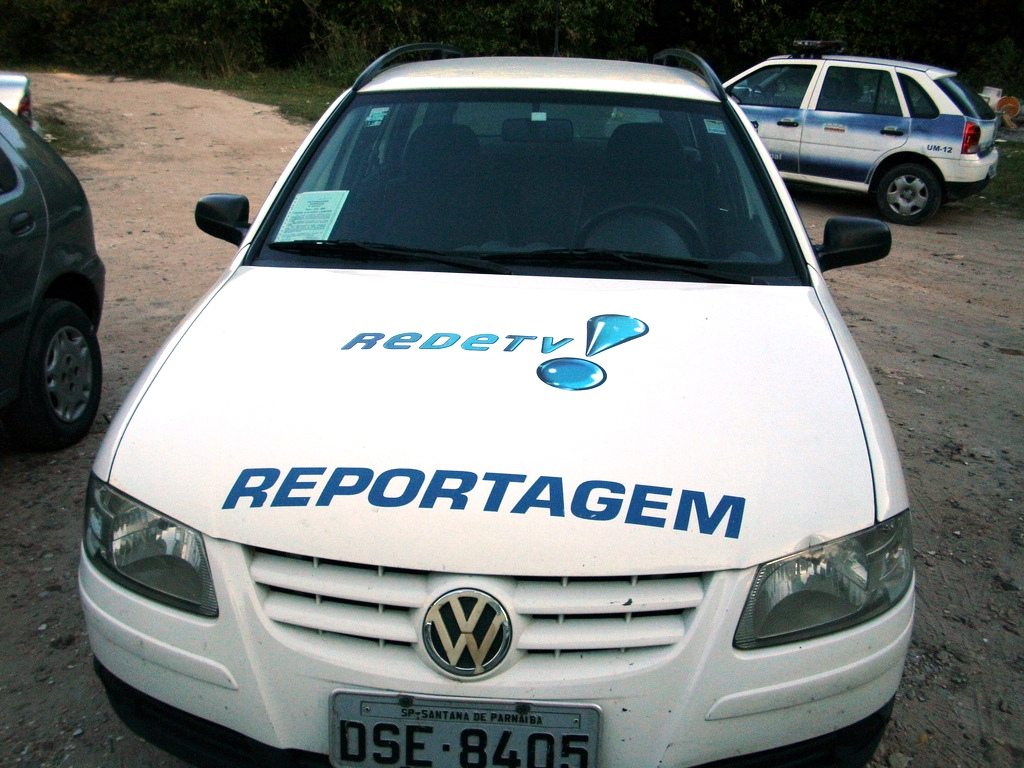
Veículo de reportagem da emissora

Em 30 de janeiro, o telejornal TV Esporte Notícias exibiu a sua última edição. No mês de maio, a RedeTV! traz de volta o telejornal esportivo RedeTV! Esporte para o horário das 11:30 da manhã, mostrando notícias curtas sobre os clubes, jogos e gols pelo Brasil e pelo mundo.
Também estreia o programa Manhã Maior, no horário das 9 da manhã, substituindo o Bom Dia Mulher, mantendo a audiência da emissora no horário.
O telejornal Notícias das 7 sai do ar, devido a baixa audiência. Em seu lugar é exibida a edição noturna da TV Kids. No mês de junho, a RedeTV! apresenta sua nova programação esportiva, anunciando o quinto ano consecutivo da exibição do Campeonato Brasileiro Série B, a estreia da UEFA Europa League e do Ultimate Fighting Championship exibido aos sábados no programa UFC Sem Limites. Em 27 de junho, estreou no horário das 19h30 o programa semanal Lucilia Diniz, permanecendo no ar até 2010.
No dia 12 de setembro, a RedeTV! mudou suas instalações de Alphaville para o Centro de Televisão Digital (CTD), em Osasco - SP. No mês de outubro, a direção da RedeTV! revelou a sua intenção de acabar com a venda de horários em 2010. A emissora é de todas na relação hora/mês a que mais vende horários.
Apesar de ter mudado sua sede para o Centro de Televisão Digital (CTD) no mês de setembro, a inauguração oficial do centro foi no dia 13 de novembro, sendo comemorado com uma grande festa e com a participação de políticos, empresários e artistas como Luciana Gimenez, Íris Stefanelli e Supla, além do presidente Luiz Inácio Lula da Silva. A emissora apresentou no evento 10 novos programas, que serão lançados em março de 2010, em referência aos seus 10 anos. A inauguração foi transmitida pelo TV Fama e em seguida, mostraram a nova abertura e o estúdio do RedeTV! News. Também, foi anunciado o novo slogan, "Em rede com você".
Em 22 de dezembro, a emissora muda mais uma vez a vinheta de abertura e passa a ser as vinhetas das estações do ano.

## Década de 2010

### 2010
No dia 1.º de fevereiro, estreou o programa Operação de Risco, o primeiro reality policial da TV brasileira. O reality é apresentado pelo delegado Alexandre Zakir. No mês de fevereiro, a RedeTV! implementou HD Sat Brasil, o sistema que possibilita a emissora levar o seu sinal digital para qualquer ponto do país através das parabólicas já existentes (recepção via satélite).
No mês de abril, entraram no ar o game show Mega Senha, sendo apresentado pela Luciana Gimenez e Marcelo de Carvalho, e o programa jornalístico Aconteceu, que permaneceu no ar até 2012.. No dia 23 de maio, a RedeTV! realizou a 1ª transmissão mundial de TV Aberta com sinal 3D, com o programa Pânico na TV.
Em agosto, o programa esportivo Bola na Rede sai do ar, sendo substituído pelo Belas na Rede com apresentação de Paloma Tocci, comentários de Milene Domingues, Juliana Cabral, Marília Ruiz e reportagens de Gabriela Pasqualin. Ainda no campo esportivo, houve a aquisição das próximas temporadas do Campeonato Italiano e Campeonato Inglês.
No dia 28 de agosto, foi exibido a última edição da atração Brothers. O game show O Último Passageiro estreou no dia 29 de agosto, com apresentação de Mario Frias. Em 18 de outubro, entrou no ar o game show Receita Pop, baseado no programa Ready Steady Cook.
No dia 21 de novembro, a emissora lançou a campanha "RedeTV! – Direito de Viver", que tem por objetivo arrecadar fundos para o Hospital de Câncer de Barretos e contou com a participação do seu cast, além de bandas, duplas, cantoras e cantores convidados.
No dia 1 de dezembro, a RedeTV! chega a Maceió transmitindo pelo canal 20 UHF, já havia previsto a chegada da emissora no canal 20 mais muitos diziam que demoraria para chegar em Alagoas, e todos foram surpeendidos com a chegada da emissora agora no mês de dezembro. No dia 16 de dezembro, foi anunciada durante a gravação do Superpop a substituta de Luciana Gimenez na apresentação do programa. A apresentadora e cantora Gil assumirá o programa durante a licença maternidade de Luciana Gimenez.
Em dezembro, a emissora anunciou contratação da apresentadora Hebe Camargo, que deverá apresentar uma atração no mesmo formato de seu programa no SBT. Também em dezembro, o seriado Dexter estreou na RedeTV!.

### 2011
Em 11 de março, a RedeTV! venceu a licitação do Clube dos 13 pelos direitos de transmissão em TV aberta do Campeonato Brasileiro entre 2012 e 2014. A emissora ofereceu R$ 516 milhões por temporada. o que equivale a um total de R$ 1,548 bilhão por três anos da principal competição do futebol nacional. No dia 15 de março, estreou o programa Hebe na RedeTV! ficando em 4º lugar no Ibope.
No mês de maio, Marcelo de Carvalho acertou a venda da sua parte da RedeTV!. Os 30% que lhe cabiam foram comprados pelo majoritário Amilcare Dallevo Jr. Ainda no mês de maio, a emissora perdeu os direitos de transmissão do Campeonato Brasileiro de Futebol da série B para a Rede Bandeirantes, e o contrato bilionário com a CBF para a transmissão da Série A foi anulado, devido a um acordo da Rede Globo com a maioria dos clubes da competição, considerado mais vantajoso.
Em junho, foi confirmado que a emissora adquiriu os direitos das duas primeiras temporadas da novela juvenil Morangos com Açúcar, produzida pela TVI, sendo esta a primeira novela adolescente a ser exibida pela emissora. No mês de julho, Alexandre Zakir ganha outro programa na emissora nos mesmos moldes de Operação de Risco, o Treinamento de Polícia, Gilberto Barros negociou um esquema com a emissora para apresentar um programa aos domingos, mais acabou não funcionando.
Em julho, a apresentadora Regina Volpato, assinou contrato de um ano com a emissora e passará apresentar o Manhã Maior ao lado de Daniela Albuquerque.
Em agosto, com a apresentação do evento de luta UFC Rio, a RedeTV! ultrapassou a Rede Globo, e atingiu o primeiro lugar no Ibope por alguns minutos, alcançando 13 pontos, a maior audiência já alcançada pela emissora desde a sua inauguração.
Em outubro, transmitiu para todo o território nacional em parceria com a RedeTV! Manaus o evento em comemoração aos 342 anos de Manaus, o Boi Manaus 2011. Transmitido ao vivo de Manaus, teve como âncora os jornalistas Roberto Mendez e Ludmila Queiroz, tendo como convidados os apresentadores, Nelson Rubens, Regina Volpato e a repórter Mônica Apor.
Em novembro, a emissora, em parceria com o Hospital de Câncer de Barretos, promoveu a segunda edição da campanha "RedeTV! Direito de Viver", em prol da instituição. No evento contou com a participação de todos os apresentadores da emissora, além de duplas e cantores convidados. Ainda no mesmo mês a emissora inaugurou sua sede em Brasília e estreou os programas Tema Quente e Bola na Rede.
Em dezembro, a apresentadora Rita Lisauskas é afastada após reclamar publicamente do atraso dos salário de funcionários da emissora. No mesmo mês, deixam a emissora as jornalistas Cristina Lyra e Mônica Apor, e ocorre a última transmissão do programa UFC Sem Limites, visto que os direitos da competição de lutas passaram a ser da Rede Globo e do canal por assinatura Combate a partir de 2012.

### 2012
Em janeiro, a RedeTV! começou a apresentar, no lugar do RedeTV! Esporte, o programa Nestlé com Você, às 11h, de segunda a sexta. O esportivo passou a ser exibido às 18h, também de segunda a sexta. No mesmo mês estreia a série Jornada nas estrelas aos sábados à noite, e o programa Operação de Risco substitui o programa UFC Sem Limites, devido a perda dos direitos da competição de lutas para a Rede Globo. No dia 25 de janeiro, a RedeTV! foi obrigada pela 28ª Vara de Justiça de São Paulo a pagar FGTS (Fundo de Garantia do Tempo de Serviço) aos antigos funcionários da extinta Rede Manchete que é referente a R$ 100 milhões de reais. Dois dias após a emissora pronunciou que, a emissora não haveria nenhuma dívida da emissora extinta (Rede Manchete). Perante a Justiça Comum que já havia decidido por unanimidade que a TV Ômega não seria sucessora cívil, tributária ou trabalhista.
Na madrugada de 16 de fevereiro a equipe do programa Pânico na TV troca a emissora pela Rede Bandeirantes Pela troca de emissora, a RedeTV! perde 40% de seu faturamento, sendo o programa de maior ibope da rede. Em 24 de fevereiro, a emissora anuncia a contratação de Dr. Rey. No dia 25 de fevereiro, estreia o Programa da Gente apresentado por Netinho de Paula. O apresentador alugou o horário na emissora por 850 mil reais ao mês. Um dia após estreia o programa Dr. Hollywood Brasil no lugar do programa Dr. Hollywood, com apresentação de Daniela Albuquerque.
Em 1.º de março, a emissora anuncia a contratação do humorista Rafinha Bastos para apresentar o programa Saturday Night Live. Segundo uns dos proprietários da emissora Marcelo de Carvalho o programa Pânico na TV representava apenas 12% do faturamento da emissora. Em 16 de março, a emissora anuncia a demissão de 200 funcionários o que representa 30% da sua folha de pagamento na lista aparecem nomes do jornalismo esportivo como os narradores Luiz Alfredo e Otávio Muniz, além das comentaristas Marília Ruiz e Juliana Cabral, apenas Milene Domingues continua na emissora. Ainda em março, a emissora contrata o apresentador Gilberto Barros para comandar um programa aos finais de semana.
Em 10 de abril, a emissora foi condenada com empresas relacionadas a marca de refrigerantes Dolly a pagar juntamente 1 milhão de reais a também empresa de refrigerantes Coca-Cola. Segundo a notícia a emissora exibiu o "Programa 100% Brasil" com a intenção de prejudicar a marca norte-americana. Em 16 de abril, o game show Estação Teen entrou no ar sob o comando de Dudu Surita. Em maio de 2012, o grupo Restart foi contratado para apresentar o programa, no lugar de Dudu Surita.
Em 27 de maio, a emissora estreia o programa Saturday Night Live. No mesmo dia, também estreou o programa Sexo a 3 apresentado por Dr. Rey.
Em 23 de junho, o programa Saturday Night Live ganha seu horário alternativo, a partir deste dia. Em 25 de junho, o TV Kids retorna a grade da emissora, porém em novo horário, passando a exibir Johnny Test, e a partir do dia 2 de julho, coincidindo com as férias escolares, o TV Kids ganha uma hora a mais de duração e, além de Johnny Test, também exibirá Pokémon e Yu-Gi-Oh!. Em 30 de junho estreou o programa Sábado Total, apresentado por Gilberto Barros.
Em 17 de setembro, a RedeTV! e a apresentadora Hebe Camargo assinaram a rescisão de contrato dela com a emissora, em comum acordo. Neste mesmo mês, a emissora comprou os direitos do Campeonato Paulista de Futebol - Sub-20. Em 23 de outubro, o humorista Rafinha Bastos rescindiu contrato com a emissora. Ainda em 29 de outubro, a rede estreia a revista eletrônica Se Liga Brasil, apresentado por Regina Volpato, Douglas Camargo e Heaven Delhaye, entrando no lugar do Manhã Maior. O programa apostará em jornalismo, prestação de serviço e entretenimento para alavancar os índices de audiência da emissora.
No mês de novembro, quando completa 13 anos no ar, a emissora começa a exibir a partir de 11 de novembro o WWE SmackDown, programa televisivo de wrestling que pertence à WWE. Também a rede estreia em 27 de novembro o humorístico Feira do Riso e o programa Luciana by Night, talk show apresentado por Luciana Gimenez. Ainda, a emissora contrata o comentarista Marco Bianchi, para apresentar um programa de jornalismo esportivo a ser exibido todo domingo. No dia 3 de novembro, a RedeTV!, em parceria com o Hospital de Câncer de Barretos, promoveu a terceira edição da campanha "RedeTV! Direito de Viver", para arrecadar recursos em prol da instituição. A campanha, contou com a participação de artistas e personalidades de vários segmentos.
Em dezembro de 2012, a RedeTV! registrou apenas 0,9 de média contra 1 ponto da TV Cultura, das 7h à 0h, segundo dados do Ibope da Grande São Paulo até 20 de dezembro, fazendo a emissora pública fechar o ano na quinta colocação na frente da rede de Osasco, que ficou em sexto lugar.

### 2013
A RedeTV! começa este ano exibindo a 44.ª edição da Copa São Paulo de Futebol Júnior, bem como a edição de 2013 do Campeonato Paulista de Futebol - Série A2. A emissora também comprou com exclusividade as edições de 2013 do X Games.  Junto com a contratação e devido a baixa audiência, a emissora pretendia extinguir o programa Se Liga Brasil, mas voltou atrás e manteve a atração.
No final de janeiro, a RedeTV! recontratou o apresentador e humorista João Kléber, que havia trabalhado na emissora de 1999 a 2005, tendo assinado um contratado de dois anos, e vai apresentar um programa diário na emissora.
No final de fevereiro, a emissora decidiu engavetar o projeto de um programa esportivo dominical apresentado por Marco Bianchi. No mesmo mês, o programa Saturday Night Live sai do ar, uma nova atração apresentada por João Kléber, Teste de Fidelidade, ocupará o seu lugar.
Após uma batalha pelos direitos de exibição da novela Betty, a Feia com a Bandeirantes, a RedeTV! anunciou a segunda reprise para 4 de março. Também em 7 de março, estreia o Sob Medida. Agora com produção da RedeTV!, em 15 de março estreia a primeira temporada de Operação de Risco.
```
A partir de 31 de março a emissora voltou a exibir as pegadinhas no programa 
Te Peguei
, então quadro do programa 
Superpop
, mas com as câmeras escondidas dos programas de João Kléber na rede.
```

Em 8 de abril, estreou Você na TV nas manhãs da emissora e apresentado por João Kléber, em 15 de abril, a programação da Rede TV! passa ser transmitida pela Claro TV, através do canal 128, ainda em abril, estreou o mais novo programa esportivo da emissora: o Bola Dividida, com a apresentação de Silvio Luiz, onde tem como comentaristas Luiz Ceará e Juarez Soares. além da ex-miss Brasil Priscila Machado, interagindo com os internautas.
A partir de setembro de 2013, a RedeTV! passou a exibir aos domingos o programa Fadinha do Brasil, apresentado por Suelem Aline Mendes da Silva, conhecida como Mulher Pêra, a atração infantil gerou diversos comentários na mídia, pouco tempo demais, a atração saiu do ar. No mesmo mês, a emissora resolveu adiar a estreia de um novo programa humorístico com os antigos integrantes do Pânico na TV, como Carlos Alberto da Silva, Vinícius Vieira, o Mendigo e o Gluglu, respectivamente, e a ex panicat Dani Bolina.
Em 12 de outubro, a emissora transmitiu a primeira partida de um jogo da NBA, NBA Global Games Rio 2013, entre Chicago Bulls e Washington Wizards, na HSBC Arena, no Rio de Janeiro, e será válido pela pré-temporada 2013 da liga norte-americana. A RedeTV! comprou da Warner Bros. Television o reality show The Bachelor, produzido pela ABC, a versão original foi transmitida no Brasil pela Warner Channel. A previsão de estreia da versão brasileira é para 2014.
Em 14 de novembro, após três anos e perder os direitos de transmissão da Série B para a Band, a emissora assinou um acordo com a Sports Promotion, empresa que negocia os direitos do campeonato e com isso irá transmitir os jogos da competição a partir de 2014.
No dia 1.º de dezembro, a emissora alterou a frequência do sinal enviado para as antenas parabólicas. No dia 31 de dezembro, a RedeTV! exibiu o especial Cortiço Treme Treme, escrito por João Kléber e Alexandre Frota, que também dirigiu a atração.

### 2014
A RedeTV! estaria negociando com a apresentadora Cátia Fonseca. Em 18 de janeiro deu início às transmissões de combates do XFC, evento concorrente do UFC que adquiriu por três anos, um ringue hexágono foi construído na sede da emissora pois as lutas serão realizadas nas instalações da emissora. Ao todo, dez edições brasileiras do XFC, com narração de Marcelo do Ó e comentários de Fernando Navarro, com Lucilene Caetano, chamada de "musa do MMA", na apresentação.
Em fevereiro de 2014 a emissora anunciou parceria com o Universo Online (UOL) oferecendo conteúdos exclusivos para o portal. Em maio de 2014 a RedeTV! tira do ar o programa Morning Show e estreia no lugar dele o programa Muito Show, a RedeTV! estreará em junho um novo programa infantil da emissora que será apresentado pelos palhaços Teleco e Teco, surgem boatos de que a RedeTV! possa ter adquirido os tokus Bioman, Ultraman, Kamen Rider Amazon e os animes Pokémon: Black & White, Death Note e Digimon Fusion. Em junho, estreia aos domingos o programa Encrenca.
No dia 15 de novembro de 2014, durante as comemorações dos 15 anos da RedeTV!, o Vice-presidente da emissora , Marcelo de Carvalho, anunciou que pela primeira vez, desde a inauguração, a emissora conseguiu fechar as contas no azul.

No dia 3 de dezembro, a RedeTV! anunciou a contratação da jornalista Mariana Godoy para apresentação de um talk show semanal. Mariana Godoy vem da GloboNews após 23 anos na Globo, e receberá um salário três vez maior.
Em 23 de dezembro, devido a pressão de locadores de espaço, a rede passa a transmitir os espaços locados também no sinal digital. A venda de horário só no sinal analógico é considerada ilegal por ser considerada multiprogramação, pois o sinal digital deve transmitir a mesma programação do sinal analógico. A multiprogramação só é permitida para emissoras públicas. No sinal digital a emissora transmitia reprise de programas da casa enquanto no sinal analógico eram transmitidos programação da Igreja Mundial, televendas, entre outros.

### 2015
No dia 1.º de março estreou na RedeTV! o Chega Mais apresentado pela modelo Renata Kuerten, pelo fotógrafo Adriano Dória e pelo stylist Matheus Mazzafera.
No mesmo mês, segundo a colunista Patricia Kogut, a emissora estaria planejando vender 22 horas de sua programação para a Igreja Universal, segundo o exemplo das Redes CNT e 21, já que a mesma exibe sua programação de segunda a sexta de 05:00 às 08:00 e de 12:00 às 15:00 e aos domingos de 08:00 às 12:45. Mas nada ainda foi confirmado pela emissora e pela igreja.
No mês de abril a emissora anuncia a contratação dos apresentadores Celso Zucatelli, Edu Guedes e Mariana Leão para comandarem um programa matinal na emissora chamado Melhor pra Você, que estreou em 25 de maio. Com a estreia do "Melhor pra você", foram cancelados os programas Muito Show e Bola Dividida, e o Você na TV de João Kléber passou a ser exibido no final da tarde. Os apresentadores foram remanejados para outras produções.
Em 17 de abril de 2015, a RedeTV! estreou seu novo logotipo, tendo apenas o ponto de exclamação na tela.
A emissora manteve a linha popular até maio de 2015, quando decidiu investir em uma grade voltada à qualidade e à ampliação dos índices de audiência, com a saída do Teste de Fidelidade, que quando saiu do ar, tinha apenas 60 minutos de duração, sendo exibido das 23h30 à 00h30.
No dia 8 de maio, às 23 horas estreou o programa de Mariana Godoy, Mariana Godoy Entrevista.
No dia 9 de maio, estreou a Super Faixa do Esporte, destinada a exibir conteúdo esportivo aos sábados a tarde. Para isso, foi contratado Luciano Faccioli, ex-Band e Record. No mesmo dia, estreou o E-Games, programa sobre os esportes eletrônicos com o comando de Cláudia Carla, repórter especializada no assunto. Em junho, Cláudia é demitida por desentendimentos e Gabriela Pasqualin, que voltava da licença-maternidade, assume o programa, já que Felipe Della desistiu do programa. Além disso, também deixou a emissora Adriano Dória, que fazia o Chega Mais.
Em julho, a RedeTV! adquire os direitos de transmissão do Campeonato Paulista de Basquete. No mesmo mês, a emissora deixa de transmitir o XFC, por conta do fim do contrato de transmissão, que previa 10 eventos no Brasil.
Em 4 de setembro, a emissora extingue o RedeTV! E-Games. Para o seu lugar, será exibido o Super Extremo, programa sobre esportes radicais. O programa estreará no dia 12, sob o comando de Fernando Navarro e Fabiana Mello, que faziam o XFC na emissora.
No dia 7 de setembro, o É Notícia, jornalístico semanal feito por Amanda Klein, passa a ser exibido às segundas-feiras e não mais aos domingos, tendo o horário sendo ocupado por reprises dos programas de sábado. Já o Debate Brasil, apresentado por Eric Klein, irmão de Amanda, continua no ar, agora sendo exibido depois do É Notícia
No dia 20 de setembro, estreia na emissora o programa Sensacional, com Daniela Albuquerque. O programa terá quadros, games, musicais e dicas de saúde e moda. O programa irá das 16:30 às 18:00. Entre os quadros, estará o Sob Medida, programa que Daniela fez na emissora de março de 2013 a setembro de 2015.
No dia 24 de setembro, estreia o programa jornalístico Documento Verdade, apresentado por Augusto Xavier, ex-apresentador do RedeTV! News.

### 2016
Em janeiro, Rogério Forcolen é demitido da emissora e Fábio Barreto passa a assumir o RJ Notícias. Em 20 de março, estreia o Conexão Models, novo programa de Renata Kuerten, que dará a uma pessoa o sonho de ser modelo. O programa substituiu o agora extinto Chega Mais. Além disso, Matheus Mazzafera deixou a emissora.
Em 08 de abril, a RedeTV! anuncia a transmissão exclusiva na TV Aberta de 2 jogos da Seleção Brasileira de Rugby: dia 23 contra o Uruguai e dia 30 contra o Chile. No dia 13 de abril, é anunciada uma troca na superintendência artística, agora com o comando de Elias Abrão, irmão de Sônia Abrão. Além disso, foram anunciadas mudanças na programação que valeram a partir de 02 de maio: haverá a estreia de um telejornal às 17:00, o RedeTV! News agora será das 19:15 às 20:30, o TV Fama será das 21:30 às 22:30 e ainda haverá uma estreia na programação matinal: o Tá Sabendo?, que será exibido às 09:00, com Thiago Rocha. Já João Kléber terá um programa nas noites de domingo, o JK Show, às 22:30 (porém o Você na TV será extinto, retornando em 2017) e ainda terá a estreia do Plantão Animal, com Jackeline Petkovic, às 16:00.
No dia 09 de maio, estreou o jornal Olha a Hora, sob o comando de Luciano Faccioli, às 17:00, seguido do RedeTV! News, agora exibido às 19:15, e que teve também a estreia de Sérgio Cursino no comando do jornal ao lado de Amanda Klein.
No dia 01 de junho, o Olha a Hora perde uma hora de duração e agora começa às 18:00, depois da programação da Igreja Universal do Reino de Deus. A decisão gerou reclamações do apresentador titular Luciano Faccioli, que foi afastado do noticiário, que foi assumido nesse período por Fábio Barretto. Em 26 de junho, estreou o João Kléber Show, programa dominical noturno, sob o comando de João Kléber.
Em 03 de agosto, a emissora demite o apresentador Luciano Faccioli e extingue o jornal Olha a Hora, por baixa audiência. Em 04 de agosto, a emissora contrata a jornalista Ana Paula Couto, ex-GloboNews, para apresentar o Sem Rodeios, novo noticiário que estreou em 08 de agosto, ao lado de Mauro Tagliaferri e João Paulo Vergueiro. Em setembro, Ana Paula Couto deixa a emissora e vai para a TV Cultura.
Em 28 de setembro, a RedeTV! anuncia a contratação de Boris Casoy para comandar o RedeTV! News. Ele atualmente estava na Band.
Em 07 de outubro, a emissora encerra o telejornal Sem Rodeios por baixa audiência e encerra também seus telejornais locais. No lugar deles, entrou o Master Game, programa terceirizado. Em 17 de outubro, Boris Casoy estreia no RedeTV! News, vindo com ele a jornalista Salete Lemos, que já trabalhou com Boris no SBT e na RecordTV e que volta a TV após 4 anos.
Ainda em outubro, a emissora transfere o Te Peguei das manhãs para o final de tarde. Além disso, estreou o Vídeos Impactantes, que antecede o RedeTV! News. Também foi extinto o Plantão Animal, programa dominical apresentado por Jackeline Petkovic.
Em 19 de dezembro, a emissora anuncia a aquisição da série The Tudors, baseada na era medieval e na história do rei da Inglaterra Henrique VIII.

### 2017
Em 13 de Janeiro, a emissora anuncia mudanças na programação matinal, que valerão a partir do dia 23: o Te Peguei será exibido às 09:00, fazendo assim o programa Tá Sabendo? começar agora às 09:30. Já o Melhor Pra Você será exibido agora às 10:00, concorrendo com o Hoje em Dia, da Record.
Em fevereiro, são anunciadas as estreias de O Céu É o Limite, game show com comando de Marcelo de Carvalho, a reestreia de Dr. Hollywood e a volta do TV Kids.
No dia 26 de fevereiro, o superintendente artístico da emissora, Elias Abrão, anuncia pelo Twitter que pediu demissão após a exibição polêmica do ânus da modelo Ju Isen no programa Bastidores do Carnaval, porém a emissora pediu que ele ficasse.
Em 11 de março, a emissora estreia o game show O Céu É o Limite, com o comando de Marcelo de Carvalho.
Em 25 de março, através de comunicado a joint-venture Simba anuncia a saída da Rede TV, RecordTV e SBT das operadoras de TV paga no dia 29 do mesmo mês. A mesma alega no comunicado a recusa das operadoras em negociar os direitos de transmissão dos 3 canais e que outras emissoras nacionais ganham por exibição na TV paga e reforça ao fim do comunicado que as 3 redes estão disponíveis de forma aberta, gratuita e com qualidade digital. Já no dia 29 de março, a Vivo TV aceitou negociar com a Simba os direitos de transmissão dos respectivos canais garantindo assim a permanência dos mesmos na operadora. No mesmo dia, encerra as transmissões do sinal analógico em São Paulo e região metropolitana.
Em 28 de março, é anunciada a volta do Você na TV, programa de João Kléber com revelações de segredos. A atração tinha saído do ar em 2016. O programa será exibido a partir de 03 de abril, às 18:45 da noite, antes do RedeTV! News.
Em 01 de junho, o Você na TV, apresentado por João Kléber deixa o final da tarde e passa a ser exibido às 09:00 da manhã, substituindo o Tá Sabendo?, que agora será exibido aos domingos a tarde.
Em 03 de julho, o programa A Tarde é Sua ganha uma segunda edição, às 18:00, mas ela sai do ar por baixa audiência. Essa edição servia como uma teste para um possível retorno do Você na TV ao final da tarde. Porém, a emissora manteve o programa no horário matinal e colocou o Top Game, caca-níquel terceirizado.
Em 11 de agosto, a emissora começou a reapresentar diariamente o Operação de Risco, programa policial de grande audiência, mas no dia 28, a atração foi trocada por mais um terceirizado, o Medalhão Persa. Em 29 de agosto, é anunciado que o Sensacional, apresentado por Daniela Albuquerque, deixará as tardes de domingo e ficará agora nas noites de quinta. Daniela continuará aos domingos, na nova fase de Dr. Hollywood, que começou em setembro.
Em 05 de novembro, foi exibida a última edição do Tá Sabendo?, programa de notícias sociais da emissora. Em 09 de novembro, foi anunciado que o Programa Amaury Jr. deixará a emissora em dezembro, após 15 anos, causada pela saída de seu apresentador da emissora.

### 2018
Em janeiro, reestreou o TV Kids. Em 06 de fevereiro, foi anunciado o fim do Melhor Pra Você, que aconteceu no dia 23. Foi também anunciado que os apresentadores Celso Zucatelli e Edu Guedes terão programas separados: Edu comanda o Edu Guedes e Você e Zucatelli apresenta o Fala Zuca, trazendo os destaques do dia, este último durou pouco tempo e foi extinto. Desde então, o Edu Guedes e Você está no ar desde 26 de fevereiro. Em 05 de março, estreou o programa infantil A Turma do Pakaraka, substituto do TV Kids, comandado pela trupe do mesmo nome, tendo como principal atração a volta do desenho Pokemon a emissora. Em 06 de março, foi anunciada a saída de Elias Abrão da superintendência artística da emissora após 2 anos. No dia 09, saiu Lídice Leão, que era chefe de redação do jornalismo da emissora. Em 26 de março, são anunciadas as demissões de 5 grandes nomes do casting da emissora: Celso Zucatelli, Gabriela Pasqualin, Íris Stefanelli, Mariana Leão e Thiago Rocha (este último acabou retornando a emissora depois). Em 11 de abril, por falta de acordo, a RedeTV! decide não transmitir a Série B de 2018. No começo de maio, o infantil A Turma do Pakaraka deixa a grade de programação da emissora, sendo substituído pelo Te Peguei.
Em 7 de maio o repórter Edie Polo estreia o boletim "EdieZap" dentro do Operação de Risco com duração de aproximadamente 10 minutos comentando as notícias e com a ajuda dos telespectadores que enviam vídeos através do WhatsApp com cenas de acidentes, violência e ações policiais. Devido ao sucesso repentino, o boletim ganhou maior duração até virar um programa próprio, o Denúncia Urgente, que estreou no dia 28 do mesmo mês. Além disso, o Bola na Rede voltou a ser diário, também pelo bom desempenho do boletim esportivo, que também era mostrado no policial. Com a estreia do Tricotando, deixou de ser diário e voltou a ser exclusivamente semanal, nas segundas, às 02h00.
Em 25 de junho, a emissora anuncia que adquiriu, por uma temporada, a Premier League, com a transmissão de uma partida por rodada. A competição volta a emissora após 7 anos.
Em agosto, estreou o Data Venia, jornalístico apresentado pelo jurista Luiz Flávio D'Urso.
Em setembro, reestreou o Mega Senha, comandado por Marcelo de Carvalho, passando a dividir espaço com o Céu é o Limite. Em outubro, saem do ar a versão diária do Bola na Rede (este segue aos domingos) e o Denúncia Urgente, que foi extinto. No lugar deles, entrou o Tricotando, novo programa de celebridades da emissora, com Ligia Mendes e Franklin David. Em novembro, estreou o programa Investindo em Sonhos, programa de auditório que tem que destaque principal o empreendedorismo, com o comando de Fabrício Marques, ex-engraxate e camelô, que se tornou empresário de sucesso.
Em dezembro, a emissora volta a ter automobilismo na grade com a estreia do Nascar Show, com o resumo das provas da categoria americana. Também anuncia a contratação do Padre Alessandro Campos.

### 2019
Em 11 de fevereiro, estreou o Programa Padre Alessandro Campos, nas manhãs de segunda a sexta-feira, as 10h, o que provocou a mudança de horário do Você na TV que passou a ser exibido entre meio-dia e 1 da tarde. No mesmo dia, a RedeTV! anuncia parceria com o serviço de streaming DAZN para transmitir a Copa Sul-Americana e o Campeonato Italiano de Futebol na TV aberta.
Em 14 de fevereiro, a emissora dispensa o comentarista político Reinaldo Azevedo.
Em 27 de fevereiro de 2019, com a transmissão da partida entre Racing da Argentina e Corinthians válida pela primeira fase da Copa Sul-Americana, a RedeTV! alcança o primeiro lugar de audiência no IBOPE, fato que não acontecia desde 2011. A emissora ultrapassou a Rede Globo no momento da disputa de pênaltis que foi vencida pela equipe paulista.
Em 21 de março é anunciada a contratação da apresentadora Olga Bongiovanni que volta a emissora após 10 anos para comandar um programa no período da manhã.
Em abril de 2019, a RedeTV! promove uma série de demissões de funcionários, entre eles dos comentaristas esportivos Juarez Soares e Tiago Mendonça, da correspondente internacional Erika Abreu (que trabalhava em Londres), da apresentadora Rosana Jatobá (que não tinha função, mesmo sendo apresentadora eventual dos telejornais) e de Francisco Almeida, diretor de programação da emissora.
No dia 12 de abril vai ao ar o último Programa Padre Alessandro Campos. A atração permaneceu no ar por apenas dois meses e foi cancelada pela emissora por falta de audiência. Na segunda-feira seguinte (15) estreia o programa Olga.
Em 13 de maio estreia o esportivo diário Papo de Bola, com apresentação de Edie Polo, Bibiana Bolson e André Lucena.
Em 21 de julho, é exibido a última edição do Conexão Models. No dia 28, estreiam dois novos programas: A Melhor Viagem, game-show entre escolas com Mário Frias, que volta a RedeTV! após 7 anos e Melhor Pra Elas com Karina Bacchi, que vai realizar sonhos de mulheres que querem ser independentes.
Em 03 de agosto, o Mega Senha, estreia um novo cenário e passa a ter o patrocínio da rede de lojas Havan.
No dia 8 de setembro estreia nas tardes de domingo o Festa Popular, programa apresentado por Nerivan Silva que já teve passagens pela TV Gazeta e NGT. A atração, que tem produção terceirizada, permanece no ar por apenas dois meses.
Também em setembro, mas no dia 25, a RedeTV! anuncia a contratação de Netinho de Paula para apresentar uma atração também nas tardes de domingo. O cantor retorna a emissora após sete anos - em sua primeira passagem, em 2012, apresentou o Programa da Gente nas tardes de sábado.
Em 20 de outubro, estreia o É da gente apresentado por Netinho de Paula nas tardes de domingo.
Em 22 de outubro, funcionários da RedeTV! entram em estado de greve por tempo indeterminado devido a redução de salários e cortes nas horas extras, ameaçando uma paralisação total na emissora em no máximo 48 horas caso não haja acordo. No dia anterior, o núcleo de jornalismo anunciou a interrupção das atividades e desde então, houve apenas 6 horas de trabalho e 15 minutos de almoço. O canal também contratou uma consultoria para ajudar nos cortes, chegando a uma redução de 10% dos salários dos funcionários sem aviso prévio. Em 23 de outubro, após negociações, o núcleo de jornalismo resolveu encerrar a paralisação e retornar com os trabalhos, porém o setor dos radialistas permanece paralisado. Até então teria sido decido o fim do corte nas horas extras, porém minutos depois a emissora volta atrás. Por conta disso, o setor ameaça uma greve para o dia seguinte, quando termina o prazo para os acordos. Desde o dia 21, a emissora vive problemas internos tendo o programa Tricotando como o mais afetado, já que grande parte da equipe deixou o programa antes dele ir ao ar, obrigando o canal a emprestar dois profissionais do TV Fama. Caso aconteça a greve, gravação de entalados da rede como o Mega Senha poderão ser afetados, sofrendo cancelamento por "questões técnicas". No entanto, após ameaças de greve, a programação da emissora seguiu normalmente, bem como seu funcionamento e a gravação de programas.
Em 11 de novembro, pegando o público de surpresa e as vésperas de comemoração dos seus 20 anos, a emissora estreia sua nova identidade visual, com uma nova fonte na palavra "RedeTV" e a exclamação em degradê 3D, usando as cores azul claro e verde água. Além disso, também estreou nova fórmula de classificação indicativa e também a adoção da palavra "Ao Vivo", substituindo o "Vivo" e o "All Live", esse último usado em coberturas jornalísticas. A mudança mostra a evolução do canal durante duas décadas no ar, além de fortes investimentos na programação. Houve também o lançamento do seu novo slogan: "Evoluindo com você". No mesmo dia, a emissora anuncia a demissão de apresentadores, correspondentes internacionais e repórteres, entre eles Luciana Camargo e Cláudia Barthel, sendo a última presente desde o início da emissora e durante a transição Rede Manchete-TV!-RedeTV. A razão se deve pela crise financeira que o canal anda passando, também culminando pela mudança de planos de saúde de funcionários além de uma quase paralisação total dos trabalhos.
Em 14 de novembro, com um objetivo de contenção de gastos, a emissora anunciou um possível horário de funcionamento de suas instalações no CTD de Osasco. O horário escolhido é o das 10 às 22 horas. A situação afetaria em cheio programas ao vivo do horário nobre, entre eles o Superpop que voltará a ser gravado.
Em 22 de novembro, a emissora, assim como outros veículos de comunicação, cobriram o falecimento de Gugu Liberato, vítima de um acidente doméstico. Entre os dias 21 e 22, o canal permaneceu de plantão com informações do estado de saúde do apresentador durante o A Tarde É Sua, Tricotando, RedeTV! News, TV Fama e Olga. A confirmação ocorreu durante às 21 horas, através de um plantão, interrompendo o Show da Fé e logo depois entregando para o TV Fama. No dia 28, a emissora trás os flashes ao vivo do funeral através dos programas diários, mas a ênfase maior ficou com o A Tarde é Sua e TV Fama, que nesse dia foram totalmente dedicados ao Gugu, além do telejornal RedeTV! News. No dia 29, a emissora exibe o especial Despedida Gugu apresentado por Sonia Abrão, João Kléber e Olga Bongiovanni, com os últimos momentos do velório e o enterro de Gugu, iniciando às 9h30. Por conta disso, os programas matinais Edu Guedes e Você e Você na TV não foram exibidos nesse dia.
No dia 16 de dezembro, estreou o Peanuts Apresenta, programa que exibe, na TV, os conteúdos produzidos pela Peanuts Content, braço digital da RedeTV!
Em 18 de dezembro, a emissora anuncia a contratação de Sikêra Júnior e de sua equipe para a produção de um programa policial no final da tarde, previsto para janeiro de 2020. A nova atração será gerada diretamente de Manaus, pelos estúdios da TV A Crítica, de mesma propriedade da Inova TV, sua afiliada na região. Além da parceria com Sikêra, a emissora também demonstrou interesse no A Bordo: O Reality, devido ao grande sucesso do mesmo no Amazonas, mas o programa não foi adquirido.

## Década de 2020

### 2020
Em 16 de janeiro, a emissora anuncia o fim do A Melhor Viagem, devido a não renovação de contrato com a produtora e o apresentador Mário Frias, dispensando toda a sua equipe. A atração continua ao normalmente no ar, com reprises.
Em 21 de Janeiro, a emissora anuncia o fim do programa Olga após nove meses no ar, devido aos baixos índices de audiência e de retorno financeiro. A última edição da atração será levada ao ar no dia 27 e no dia seguinte serão promovidas mudanças na programação. A apresentadora titular acabou sendo dispensada pelo canal após o anúncio do fim de seu programa.
Em 28 de janeiro, são realizadas as mudanças na programação diária da emissora: O Te Peguei continua abrindo a programação às 8h30, já o Papo de Bola passa a ser exibido às 8h45, o Você na TV é mantido às 9h30 e o Edu Guedes e Você às 10h45. Já o Tricotando é transferido para o 12h, ocupando o espaço do extinto Olga. No mesmo dia ocorre a estreia do Alerta Nacional, apresentado por Sikêra Júnior, sendo exibido às 18h.
No dia 28 de janeiro, o executivo Homero Salles, com passagens por SBT e Rede Manchete, é anunciado como vice-presidente de conteúdo da emissora. No dia 29, a emissora fecha a aquisição de mais dois torneios de futebol, sublicenciados pelo DAZN, o Campeonato Turco e Campeonato Mexicano.
No dia 10, a RedeTV! cancela alguns programas para cobrir a forte chuva que parou São Paulo e a região metropolitana. A sede da emissora, em Osasco, foi atingida, causando a ausência de alguns funcionários da emissora.
Em 02 de março, o RedeTV! News passa a ter Mariana Godoy como apresentadora titular, ao lado de Boris Casoy. Já Amanda Klein, que voltou de licença-maternidade, estreou como comentarista de Política. No dia 27, estreou o especial RedeTV! 20 Anos, apresentado por Lígia Mendes, apresentando um compacto dos programas que marcaram história na emissora.
Também em março, assim como em várias emissoras, a RedeTV! toma medidas de precaução para conter os efeitos da pandemia do novo Coronavírus. Os apresentadores Nelson Rubens, Boris Casoy e Denys Motta foram afastados de seus programas, por integrarem o grupo de risco. Programas de auditório tiveram suas gravações suspensas ou estão sendo produzidos em formato reduzido. Os programas esportivos foram suspensos, por causa da paralisação dos eventos, inclusive os transmitidos pela emissora que estão sendo reapresentados no horário normal, aos sábados.
Em 19 de maio, a RedeTV! Roraima é renomeada, com a criação da TV Norte Boa Vista.
No dia 16 de junho, Mariana Godoy deixa a emissora, onde estava desde 2015, apresentando o RedeTV! News e o Mariana Godoy Entrevista. Também em junho, a emissora foi a primeira em TV Aberta no Brasil a fazer o retorno do Futebol no planeta depois da parada devido a pandemia, com os jogos do Campeonato Turco de Futebol. Mas após isso, a emissora perdeu os direitos deste torneio, além do Campeonato Mexicano, Campeonato Italiano e da Copa Sul-Americana, já que o DAZN, que sublicenciava os direitos para a emissora, se desfez dos contratos. Também por isso e pelo fato de haver pouca equipe para cobrir esportes, os programas Papo de Bola e Bola na Rede saíram do ar.
No dia 18 de agosto, foi anunciada a saída de Edu Guedes da emissora, sendo ela realizada após o final de seu contrato, em setembro. No dia 26, foi confirmada a contratação de Luis Ernesto Lacombe, ex-Globo e Band da qual foi demitido em junho após polêmicas com a antiga emissora.
No dia 04 de setembro, o executivo Homero Salles deixa a emissora, onde estava desde fevereiro como vice-presidente de conteúdo.
No dia 18, foi ao ar o último programa Edu Guedes e Você, já que o apresentador deixou a emissora. No mesmo dia, foi anunciada a contratação de Claudete Troiano para comandar um programa de variedades a estrear em outubro.
No dia 24, o apresentador Franklin David pede demisão da emissora. Ele trabalhou por 10 anos na emissora como repórter do TV Fama e foi apresentador do Tricotando.
No dia 28, estreou o programa Opinião no Ar, jornalístico com entrevistas e debates, comandado por Luis Ernesto Lacombe, com presença de Amanda Klein e Silvio Navarro. No dia 29, é anunciada a saída de Boris Casoy da emissora, onde estava desde 2016, como âncora do RedeTV! News e da cobertura eleitoral da emissora.
No dia 5 de outubro, estreia o Vou te Contar, apresentado por Claudete Troiano. Por conta disso, o Tricotando deixa a grade da emissora, passando a virar um quadro do novo programa.
Em 7 de dezembro, a RedeTV! dispensa o apresentador Netinho de Paula e tira do ar seu programa, o "É da Gente", após uma notícia publicada pelo portal NaTelinha de que o apresentador participou de conversas e estaria intermediando contatos com um grupo interessado na compra da emissora. A RedeTV! afirmou em nota que o apresentador mentiu e que a emissora não estava a venda.

### 2021
Em 30 de março, é anunciada a nova programação da RedeTV!, que estreou no dia 12 de abril: O TV Fama deixa de ter  Nelson Rubens e Flávia Noronha e passa a ser apresentado por Alinne Prado, Julio Rocha e Lígia Mendes. A atração também ganhou novo pacote gráfico e cenário. Estrearam o Foi Mau, talk show comandado por Maurício Meirelles e Desvendando Cozinhas, progurama culinário com Raul Lemos, ex-MasterChef. No dia 13, estreou o reality de finanças Me Poupe Show, com Nathalia Arcuri. Também foram anunciados o reality show Operação Cupido, com Luciana Gimenez, o jornalístico Agora com Lacombe, o feminino HERvolution e duas novas atrações esportivas: o Galera F.C., que marca a volta de Flávia Noronha ao esporte, tendo ao seu lado o youtuber Julio Cocielo e o ONE Championship, evento asiático de MMA, marcando a volta da modalidade a emissora. O Agora com Lacombe estreou no dia 15, trazendo debates sobre os assuntos do noticiário em 4 formatos apresentados a cada semana e no dia 16, a emissora estreou o RedeTV! Extreme Fighting, com as transmissões das lutas do ONE Championship.
No dia 30, foi acertada uma parceria da emissora com a TV BRICS, emissora que integra veículos de comunicação dos 5 países membros do bloco para distribuição de conteúdo jornalístico,
No dia 11 de maio, estreou o HERvolution, programa apresentado pela cantora Mila, trazendo entrevistas, debates e histórias insipradoras do universo feminino. Além disso, haverá um concuso para escolher novos talentos femininos pro funk, que terão suas produções gravadas pela Kondzilla, maior canal de vídeos de música do continente.
No dia 17, Julio Rocha deixa o TV Fama e a emissora após apenas 1 mês. No dia 08 de junho, foi a vez de Lígia Mendes deixar a atração e o canal, onde estava desde 2018. No dia 28, o programa estreia dois novos apresentadores, Marcelo Zangrandi e Flávia Viana, que terão a companhia de Alinne Prado, única remanescente do novo formato.
No dia 25, durante o Alerta Nacional, o apresentador Sikêra Júnior, ao comentar uma peça publicitária da Burger King sobre a visão das crianças sobre o universo LGBTQIA+, chamou os integrantes do movimento de Raça Desgraçada. A revolta foi tamanha que o movimento Sleeping Giants Brasil, responsável por divulgar causas a favor da diversidade, iniciou uma campanha contra o apresentador, o programa e a emissora, pressionando para que empresas deixassem de anunciar na atração. Devido a isso, várias empresas cancelaram o apoio ao programa, tanto na TV como na Internet. Dias depois, Sikêra pediu desculpas pelo ocorrido, mas disse que manteria sua opinião.
No dia 11 de junho, Millena Machado, ex-Globo e Band e que atuou como apresentadora dos sorteios do Festival de Prêmios, é contratada em definitivo pelo jornalismo da emissora para ancorar o RedeTV! News, a partir do dia 14, ao lado de Augusto Xavier, que após 6 anos, volta a ser apresentador titular.
Em 29 de junho, Flávia Noronha deixou a emissora após 13 anos atuando primeiramente como apresentadora esportiva, passando depois pro comando do TV Fama, saindo em 2021, para comandar o Galera FC, que até agora não estreou.
No dia 7 de julho, numa reação a decisão da emissora de manter Sikêra Júnior no ar após os comentários machistas e homofóbicos, Nathalia Arcuri deixa a RedeTV! e seu programa, o Me Poupe! Show é extinto da grade.
No dia 06 de agosto, estreou o Resgate 193, programa policial nos moldes do Operação de Risco, trazendo a luta de policiais, bombeiros e médicos para salvar vidas. No dia 11, estreou o Galera Esporte Clube, novo programa esportivo da emissora, trazendo curiosidades do esporte, com o influencer Julio Cocielo, o humorista Victor Sarro, o jornalista Lucas Strabko, conhecido como Cartolouco e a ex-jogadora Letícia Esteves. Pouco antes, no dia 09, a emissora reformulou a programação noturna, com o TV Fama passando a começar as 19h30 e o RedeTV! News sendo realocado para o horário de 21h30, passando a ser exibido nesse horário de segunda a sábado.
Em 31 de agosto, funcionários da emissora entram em greve por tempo indeterminado após falta de acordo com o canal para os reajustes de salários, o que não ocorre desde 2018. O canal ofereceu um aumento de 3,8%, bem abaixo do exigido pelos radialistas, que era de 18,72%. No dia 15 de setembro, é anunciado o fim da greve mediante a promessa da emissora em manter os funcionários grevistas e graças a um acordo com a Justiça do Trabalho.
Em 20 de setembro de 2021, é anunciada a saída dos integrantes Tatola Godas, Dennys Motta, Ricardinho Mendonça e Ângelo Campos, culminando numa reformulação do Encrenca, principal programa da grade. A última edição com eles será exibida no dia 26 e no dia 3 de outubro, acontece a estreia do novo formato do programa. Dois dias depois, também foi anunciada a saída de Ricardo de Barros, diretor da atração e que também foi superintendente artístico da emissora. No dia 30, foi anunciado o novo elenco da atração que estreou no dia 3, com 5 nomes; Caio Percinotto, Vinícius Vieira (que já teve passagem na emissora, como repórter do Pânico na TV), a ex-BBB Fernanda Keulla, além de Júlio Cocielo e Victor Sarro (estes dois já fazem o Galera Esporte Clube). A direção passou a ser de João Kléber, tendo ao lado dele Rafael Paladia, que cuida dos programas do humorista na casa.
Em 04 de outubro, após mais de 10 anos sendo apresentado na redação de jornalismo, o RedeTV! News ganha um novo cenário virtual. No dia 18, a emissora acertou a transmissão das 3 últimas provas da temporada 2021 da Stock Light, categoria de acesso da Stock Car. Com isso, a emissora volta a ter transmissões de automobilismo na grade.
Em 03 de novembro, a emissora anunciou a volta de Juliana Algañaraz para atuar na direção artística da casa. Ela foi CEO da Endemol e já teve passagem pela RedeTV! entre 2005 e 2008, como gerenciadora de conteúdo.
No dia 30 de novembro, a emissora muda a direção do Encrenca, trocando João Kléber e Rafael Paladia por Julio Picone, ex-TV Globo, RecordTV e MTV.

### 2022
No dia 10 de janeiro, a emissora adquiriu os direitos de transmissão da Liga Brasileira de Free Fire, que voltou a ser exibida em TV Aberta depois de ser transmitido em 2020 pelo extinto canal Loading. A transmissão foi fechada em parceria com o canal Space, que tem os direitos em TV Fechada e a Garena, organizadora do evento. Além disso, o canal adquiriu outros eventos nacionais e o Mundial da categoria. No dia 20, foi anunciado o fim do Encrenca após 8 anos, devido a baixa audiência, mas a informação foi negada pela emissora. Mesmo assim no dia 27, foram anunciadas as saídas de 3 integrantes da atração: Caio Percinotto, que também deixa o canal, Julio Cocielo e Victor Sarro, que seguem no Galera Esporte Clube.
Em 01 de fevereiro, foi anunciada a transmissão pela RedeTV! do Super Bowl LVI, final da temporada 2021-22 da NFL, liga de Futebol Americano, entre Los Angeles Rams e Cincinnati Bengals, ocorrida no dia 13. A transmissão marcou a volta do evento à TV Aberta após 5 anos. No dia 06, a emissora iniciou uma série de mudanças em horários da programação: o João Kleber Show passou a começar mais cedo, às 18h30, antecedendo o Encrenca e o Foi Mau, exibido às segundas, passou a ter uma reapresentação aos domingos, às 23h. O Galera Esporte Clube também passou a ter reprises aos domingos, indo ao ar à 1h15 da madrugada, depois do VT do Mega Senha. Um dia depois, a faixa nobre da emissora também teve mudanças na programação: o Galera Esporte Clube passou da quarta para segunda-feira, começando também em novo horário, 22h30, com estreia de novo cenário e novos integrantes. O Foi Mau passou a ser exibido depois, 23h30. O Desvendando Cozinhas também trocou de dia, passando a ser exibido às quartas, mas no mesmo horário, 23h30. No dia 22, foram anunciadas as saídas de Viny Vieira e Fernanda Keulla do Encrenca, fazendo com que o humorístico perdesse todo o elenco da formação que estreou em outubro do ano passado. Os dois continuarão na emissora em outros projetos e a atração, que está em crise, será novamente reformulada.
No dia 17 de março, é anunciada a nova formação do Encrenca, que estreia no dia 27, incluindo também a estreia de um novo cenário e quadros novos. O comando do programa passa a ser de Marcelo Barbur, conhecido como Beby, e que apresenta o programa Chupim na Metropolitana FM. Junto dele, estarão Guilherme Ribeiro, humorista conhecido como Tokinho, a cantora Gretchen e a socialite Narcisa Tamborindeguy, além de seus colegas na rádio, Barthô Xavier e Amanda Barbie Mello. No mesmo dia, foi anunciado o fim do jornalístico Opinião no Ar, exibido desde 2020 com comando de Luis Ernesto Lacombe. A atração teve baixa audiência, chegando a ficar no traço e ficou conhecida por debater temas do noticiário com presenças de aliados do presidente Jair Bolsonaro, já que Lacombe é apoiador do presidente. O programa atualmente está exibindo reprises e após o fim definitivo na TV, passará a ser exibido somente na internet. Já Lacombe assumirá o RedeTV! News  substituindo Augusto Xavier. O programa teve sua última exibição em 29 de abril. Também no mesmo dia, foi anunciado o fim do Desvendando Cozinhas, reality culinário apresentado por Raul Lemos, ex-MasterChef.
No dia 02 de maio, a RedeTV! promove estreias e novidades na programação: na faixa matinal, o Você na TV passa a começar às 08:45 e tem o formato totalmente reformulado, deixando de exibir revelações de segredos e passando a analisar as notícias do dia, além de ter novos quadros, novo cenário e exibição ao vivo. Na sequência, às 10h, estreia o Bom Dia Você, nova revista eletrônica da casa, com notícias e entretenimento. Para o comando, foram chamados o ator Eri Johnson e Alinne Prado, que por isso, deixou o TV Fama. Já o Vou Te Contar, com Claudete Troiano, passou a ocupar o horário de meio-dia, substituindo o Opinião no Ar. À noite, estreou uma nova formação do esportivo Galera Esporte Clube, com o ex-jogador Amaral, André Vasco e Fernanda Keulla, trazendo reportagens, entrevistas e repercussão do fim de semana do Futebol. No dia 05, a emissora estreia com exclusividade em TV Aberta a sexta temporada do reality Shark Tank Brasil, que tem como objetivo realizar negócios de pessoas comuns com empresários. A apresentação será do ator Felipe Titto, que neste ano já atuou como apresentador da cobertura da RedeTV! no Super Bowl LVI. Por isso, os programas Sensacional e Agora com Lacombe passam a ser exibidos às terças, com estreia no dia 03. Também por causa destas mudanças, o HERvolution deixa de ser exibido na grade da emissora. No dia 10, a emissora anuncia que Juliana Algañaraz deixou a casa, onde atuou por 6 meses como diretora artística e de programação. A reformulação acontece após 6 meses e tem com motivo a baixa audiência da nova grade da emissora. Mesmo com sua saída, a parceria entre a RedeTV! e a La Reina, produtora mantida pela executiva para aluguel dos estúdios da emissora irá continuar. No dia 11, a RedeTV! demite Gretchen, Narcisa Tamborindeguy e Tokinho do Encrenca. Os motivos são a audiência, que segue baixa e a troca de direção da casa, causada pela saída de Juliana Algañaraz. Marcelo Barbur, o Beby, continuará sozinho no comando. No dia 14, estreia o reality show Operação Cupido, que ajudará pessoas comuns a encontrar seu amor. O comando é de Luciana Gimenez, que apresenta assim seu primeiro programa desse tipo na emissora. No dia 17, a emissora anunciou mudanças nos horários da programação matinal a partir do dia 23, devido a baixa audiência: o Bom Dia Você passou a ser exibido às 08h45, tendo o tempo de arte reduzido para a rede toda; o Você na TV foi para às 10h e o Vou Te Contar passou a começar mais cedo, às 11h40. No dia 25, Millena Machado deixou a emissora após não aceitar assumir o Leitura Dinâmica, já que ela teria de deixar o RedeTV! News, que será reformulado a partir do dia 30, com a estreia de um novo cenário, que agora será físico e integrado a redação e a estreia de uma nova dupla de apresentadores, formada por Luis Ernesto Lacombe e Erica Reis (que deixou o telejornal de fim de noite). Além disso, o telejornal passará a começar às 19h30, invertendo com o TV Fama, que será exibido às 21h30 e terá a volta de Nelson Rubens e Flávia Noronha (esta última retornando também a emissora) ao comando da atração. Além disso, o programa terá a presença de Fernando Oliveira, conhecido como Fefito, trazendo as últimas notícias da redação. A nova versão do programa estreou no dia 06 de junho
No dia 06 de junho, a emissora dispensou Julio Piconi da direção-geral do Encrenca, após 9 meses. A atração segue com audiência mediana, mesmo após as últimas mudanças na apresentação. No dia seguinte, 07, é anunciado que o programa passará a ser dirigido por Marcelo Nascimento, ex-diretor do SuperPop e Pânico na Band. No dia 25, a emissora estreia, após 5 anos, uma nova temporada do game show O Céu é o Limite, comandada por Marcelo de Carvalho. A atração terá novo formato e irá dividir espaço por temporadas com o Mega Senha.
No dia 01 de julho, o ex-jogador Edílson acertou com a emissora para integrar a equipe do Galera Esporte Clube, exibido às segundas a noite, tendo sua estreia no dia 04. Ele substituirá Amaral, que durou pouco tempo na atração. No dia 09, a emissora estreou a Sessão Discovery+, uma parceria da emissora com a Discovery+, plataforma de streaming da empresa, coma  exibição do reality culinário Cake Boss, comandado pelo confeiteiro renomado mundialmente Buddy Valastro. A atração, exibida aos sábados, mostra a primeira temporada da atração, que é exibida no streaming. A versão na emissora é apresentada pela chef Michelle Crispim, que atuou no Bom Dia Você.
No dia 01 de agosto, foi anunciada a saída de Eri Johnson da emissora, após dois meses no comando do programa Bom Dia Você. Ele sairá da atração no fim de semana, fazendo com que a colega, Alinne Prado, assuma sozinha o matinal. No dia 09, a emissora estreia o Desce pro Play!, programa que abordará o universo pop e geek, analisando entre outros música, quadrinhos, animação, entre outros. A apresentação ficará por conta dos streamers Camila Silveira (Camilota XP) e Murilo Medeiros (Murilo Shooow). No dia 18, é anunciada a transmissão da NFL, liga de Futebol Americano pela emissora até 2025, valendo a partir desta temporada. O canal já havia transmitido o Super Bowl 56 em fevereiro, mas agora adquiriu os direitos de toda a competição em TV Aberta, incluindo jogos da temporada regular e playoffs, além da final. Além disso, haverá a exibição de um programa semanal sobre o evento. No dia 19, foi anunciada a contratação de Ronnie Von, que teve passagens pela RecordTV e TV Gazeta entre outros, para apresentar um programa de variedades na emissora. No dia 24, é anunciado que o matinal Bom Dia Você será extinto da grade da emissora em setembro. O motivo é a baixa audiência que dura desde sua estreia, em maio, ou seja, o programa sairá do ar após mais de 3 meses. A apresentadora, Alinne Prado (que estava sozinha desde a saída de Eri Johnson) e a equipe irão ser remanjeados para outros programas da casa e a atração será substituída pelo programa que Ronnie Von comandará na casa. O programa deixou de ser exibido no dia 16, sendo substituído no horário pela programação própria da emissora, além de terceirizados. Pouco tempo depois, Alinne deixou a emissora.
No dia 03 de outubro, a emissora estreou seu novo programa matinal, o Manhã do Ronnie, que marca a volta de Ronnie Von a TV aberta depois de 3 anos. O programa é exibido das 09h às 10h25 (tendo a primeira parte apenas pra SP). Por isso, houve mudanças na programação, como a mudança de horário do Vou Te Contar, de Claudete Troiano, pras 10h25 e o fim do Você na TV, programa de João Kleber que estava no ar há quase 10 anos. Também em outubro, a emissora deixou de exibir o RedeTV Extreme Fighting, uma vez que ela perdeu os direitos de transmissão do ONE Championship para o Grupo Globo.
No dia 11 de novembro, a emissora demitiu o apresentador Luis Ernesto Lacombe, após 2 anos apresentando noticiários na casa. Com sua saída, o Agora com Lacombe foi extinto da grade e o RedeTV! News voltou a ter na bancada a presença de Augusto Xavier.
No dia 15 de dezembro, a emissora anuncia o fim do humorístico Encrenca após 8 anos. O fim se deve ao alto custo e a baixa audiência, já que a atração teve várias mudanças de apresentação depois da saída do elenco original, que foi pra Band. A equipe foi toda demitida. O programa continuou indo ao ar nos últimos meses, uma vez que houve uma boa frente de programas gravados e no dia 21 de maio de 2023, o programa foi exibido pela última vez.

### 2023
No começo do ano, a emissora voltou a ter na equipe de jornalismo o comentarista e colunista de política Kennedy Alencar, que trabalhou na casa entre 2008 e 2013. Ele atuará como comentarista do RedeTV! News, diretor regional de jornalismo em Brasília, conselheiro editorial da presidência da casa e apresentará uma nova versão do jornalístico de entrevistas É Notícia, cuja reestreia foi em 02 de fevereiro, com uma entrevista exclusiva com o presidente Lula. No dia 16, foi anunciada a saída de Érica Reis, que estava na emissora desde 2012, como apresentadora do Leitura Dinâmica e desde maio de 2022, do RedeTV! News, sendo substituída, em fevereiro, por Amanda Klein.
No dia 10 de fevereiro, foi anunciada a saída após 3 anos do humorista e youtuber Maurício Meirelles da emissora, causando também o fim do Foi Mau, programa de entrevistas que ele comandava na casa. No dia 24, foi anunciada a saída de Franz Vacek da emissora após 18 anos, depois de pedir investimentos no jornalismo, o que não aconteceu. Ele estava na emissora desde 2005, começando como repórter e em 2008, virou correspondente internacional, baseado em Paris, cobrindo importantes acontecimentos internacionais. Em 2014, voltou ao Brasil e se tornou diretor nacional de jornalismo, esportes e digital, ajudando a emissora a se tornar líder nas plataformas digitais do país. Em sua gestão, trouxe entre outros, nomes importantes, como Boris Casoy, Luciano Faccioli, Luis Ernesto Lacombe e Mariana Godoy, além de valorizar os próprios profissionais que estavam antes e criou programas, como o Olha a Hora, Sem Rodeios, Documento Verdade e Mariana Godoy Entrevista, todos já extintos. No esporte, adquiriu importantes eventos como a NFL, a Superliga, o NBB, entre outros. No Futebol, durante seu comando, foram comprados a Premier League, a Série A Italiana, a Série B do Brasileirão e a Copa Sul-Americana, que rendeu a RedeTV! o primeiro lugar de audiência, em 2019.
No dia 06 de março, foi anunciado que Stephanie Freitas será a nova diretora de jornalismo da RedeTV!. Ela começou na emissora, em 2015, como editora do programa É Notícia. Depois, atuou como coordenadora de rede e reportagem e chefe de redação. Em 2021, deixou a RedeTV! e se tornou assessora executiva da Secretaria Estadual de Transportes Metropolitanos de SP e teve passagem pela TV Jovem Pan News. Stephanie voltou a RedeTV! no ano passado como chefe de política, estando a frente da cobertura da Eleição. Virou novamente chefe de redação e agora, assume a superintendência de jornalismo da casa. No dia 22, a emissora anunciou o fim do Galera Esporte Clube, programa que abordava o mundo dos esportes com bom humor, em parceria com o site Galerabet. Dos apresentadores da atração, André Vasco segue na emissora, mas sem projetos ainda. Já Fernanda Keulla deixou a emissora em maio e Edílson em julho. No dia 27, a emissora estreou um novo talk show, o Na Grelha com Netão, com exibição nas noites de segunda, ocupando o horário do extinto Galera E.C., 22h30. Apresentado por Domingos Neto, também conhecido como Netão, especialista em carnes e empresário do setor, sendo também influencer da área, com 3 milhões de seguidores, o programa recebe convidados para um bate-papo divertido, regado a receitas e dicas pra auxiliar os amantes do churrasco. No mesmo dia, foi acertada a volta a emissora depois de 18 anos da Fórmula Truck, categoria de caminhões, que retornou as atividades em 2022. As transmissões começarão com a etapa de Rivera, no Uruguai, em 16 de abril.
No dia 7 de abril, após entregar uma notificação extrajudicial, a emissora anunciou a demissão de Sikêra Júnior e o rompimento do contrato com a TV A Crítica, causando assim, o fim do jornalístico Alerta Nacional. Os principais motivos são a baixa audiência da atração (que nos primeiros meses chegava a dar 4 pontos, mas depois, passou a dar traço) e sobretudo as várias declarações polêmicas do apresentador, que causaram processos judiciais e perda de patrocinadores. O programa sairia do ar no dia 28, mas com o retorno de Sikêra ao comando da atração, previsto pro dia 18, a emissora exibiu o programa pela última vez no dia 17, tendo o espaço ocupado a partir do dia seguinte pelo programa Hora do Zap, que mostrará vídeos curiosos de todo mundo.
No dia 15 de maio, a emissora estreia seu novo jornalístico policial diário, o Hora de Ação, com exibição diária, sempre às 18h, com Jorge Lordello, que também comanda o Operação de Risco. O programa mostrará as operações policiais de todo Brasil, com participação dos repórteres da emissora e terá como diferencial a participação de especialistas no estúdio pra debater os temas polêmicos da segurança. O programa entra no lugar do Alerta Nacional, extinto em abril, após a demissão de Sikêra Júnior da casa (substitui também o humorístico A Hora do Zap, que foi exibido como tapa-buraco durante a formatação do programa, e voltou em definitivo no dia 28, pra substituir o Encrenca). Dias antes, foi anunciada a saída de Salete Lemos, que estava no canal desde 2016, como comentarista de economia do RedeTV! News.
No dia 5 de julho, a emissora reestreou um dos mais polêmicos e vitoriosos programas da casa e da televisão brasileira: o Teste de Fidelidade, com comando de João Kleber. Agora exibido nas noites de quarta-feira, após o Superpop, o programa ganhou uma nova roupagem, chamada de Teste de Fidelidade: A Investigação, onde além de mostrar a fidelidade dos casais sendo testada todo instante, usa os recursos das redes sociais pra acompanhar o comportamento do investigado, a fim de descobrir se ele é fiel ou não a esposa.
No dia 21, é anunciada a saída de Amaury Júnior da emissora pela segunda vez, e agora de forma definitiva, uma vez que ele pretende tomar à frente de sua produtora, a Callme Comunicações, e dedicar seu tempo a BrazilTV, emissora brasileira sediada em Orlando. Amaury estava na RedeTV! havia 21 anos, divididas em duas passagens (entre 2002 e 2017 e entre 2019 e 2023), no comando do programa que levava seu nome, o Programa Amaury Jr., exibido sempre nas madrugadas da emissora (tinha uma variante exibida apenas aos sábados, o Amaury Jr. Show).
No dia 8 de agosto, foi acertada a contratação do apresentador Geraldo Luís, que teve longa passagem pela RecordTV e retorna à RedeTV!, onde esteve entre 2002 e 2005 fazendo reportagens para o Repórter Cidadão. Ele apresentará na casa dois programas, um às terças a noite e outro aos domingos. No dia 12, a emissora reestreia o Mega Senha, agora com uma nova versão, o Mega Senha Power. Em 16 de agosto, a RedeTV! acertou a compra dos direitos de transmissão do Campeonato Alemão de Futebol por uma temporada, com exibição de uma partida por rodada aos fins de semana. Será a primeira competição europeia transmitida pela emissora desde a temporada 2018-19 do Campeonato Inglês, além da volta do futebol a grade após um hiato de 3 anos. Entretanto, a emissora deixou de transmitir os três primeiros jogos da competição devido a dificuldades para fechar cotas de patrocínio. Após cogitar-se o rompimento do acordo, o canal consegue patrocinador e começa a exibir o torneio a partir de 16 de setembro, com a partida entre VfL Bochum e Eintracht Frankfurt, válida pela quarta rodada. Em 20 de agosto, o Selfie com Carla Prata deixou a grade de programação da RedeTV! após 1 ano no ar.
Em 18 de novembro, estreia "Dr. Hair", reality show exibido nas tardes de sábado que é dedicado ao universo das cirurgias e tratamentos para o cabelo. A atração é apresentada por Stanley Bittar, conhecido como o "médico dos famosos". Em 27 de dezembro, a emissora contrata o ator, cantor e humorista Marcelo Marrom para apresentar um programa de variedades nas noites de domingo. O "Palpite do Milhão", atração que faz parte do "Festival de Prêmios" (plataforma interativa de entretenimento da emissora), estreou em 7 de janeiro de 2024.

### 2024
No dia 14 de janeiro, estreia o Geral do Povo, nova atração dominical da emissora apresentado por Geraldo Luís, que conta com a direção geral de Marlene Mattos, contratada no final do ano anterior. A atração mostra as histórias de superação e vida do povo brasileiro, além de trazer atrações musicais, entrevistas, games e homenagear quadros que marcaram a TV brasileira. Em 5 de março, a RedeTV! contrata o apresentador Ivan Moré, afastado da televisão desde sua saída da TV Globo em 2019, para comandar um novo programa esportivo diário na emissora, o "Qualé, Moré?", a partir do dia 11, às 11h50.
Em abril, a RedeTV! faz uma nova reformulação em sua grade. Na faixa vespertina, o Manhã do Ronnie é cancelado após 3 anos, com Ronnie Von sendo remanejado para uma nova atração semanal a ser anunciada. A partir do dia 22, o horário é ocupado pelo Papo com Dani, um compilado de entrevistas feitas por Daniela Albuquerque no Sensacional, e o Você na TV, que retorna à grade após 2 anos. Aos domingos, o Geral do Povo teve o início antecipado para às 17h e o João Kleber Show passa a começar mais cedo, às 20h15, trocando de faixa com o Palpite do Milhão, remanejado para às 23h. Em maio, o Você na TV e o Teste de Fidelidade (ambos apresentados por João Kleber) deixam novamente a grade de programação, enquanto o Papo com Dani sai do ar no mês seguinte.
Em 3 de julho, o talk show Na Grelha com Netão saiu do ar após quase 1 ano e meio de exibição nas noites de segunda-feira. Na semana seguinte, o programa foi substituído pela reprise de Descendentes do Sol, série sul-coreana exibida anteriormente na Sessão Dorama. No dia 12, a emissora fecha um contrato com a casa de apostas MarjoSports para a exibição diária do game show Marjo Prêmios a partir do dia 26, ocupando o horário que pertencia ao Hora de Ação, extinto após 1 ano e 3 meses no ar.
Em 6 de agosto, é anunciada a volta de Edu Guedes à emissora após quatro anos para apresentar um programa na faixa vespertina. O Fica Com a Gente estreou no dia 12, segunda-feira seguinte, substituindo o Vou Te Contar - após o cancelamento do programa, Claudete Troiano foi demitida. No dia 7, estreou Companhia Certa, programa de Ronnie Von nas noites de quarta-feira - em outubro, a atração foi transferida para segunda-feira, na faixa das 23h15. No dia 10, o Mega Senha sai do ar novamente, sendo substituído pelo Mega Sonho na semana seguinte.
Em 1° de novembro, o Qualé, Moré? deixa a grade de programação após oito meses no ar. O apresentador Ivan Moré e o ex-jogador Marcos Assunção serão remanejados para novos projetos. No dia 3, estreia o talk-show de entrevistas PodK Liberados, apresentado pelos senadores Jorge Kajuru e Leila Barros nas noites de domingo, após o Palpite do Milhão - que passou a começar mais cedo, às 22h. A estreia do PodK marca o retorno de Kajuru à emissora após 16 anos.
Em 15 de novembro, a RedeTV! exibiu um programa especial em comemoração aos seus 25 anos, completados no mesmo dia, revisitando programas clássicos e momentos que ficaram na história da televisão, além de trazer entrevistas e depoimentos de artistas e personalidades que fizeram ou continuam a fazer parte da trajetória do canal. Durante a semana, os principais programas da emissora fizeram edições especiais em celebração ao aniversário. Também como parte das comemorações dos 25 anos da RedeTV!, o Leitura Dinâmica e o TV Fama ganharam novos cenários. Em 19 de novembro, Kennedy Alencar anuncia oficialmente sua saída da emissora, encerrando sua segunda passagem.

### 2025
No dia 13 de janeiro, a RedeTV! confirma a contratação da jornalista Beatriz Bulla, ex-Estadão, para apresentar o É Notícia no lugar de Kennedy Alencar. A estreia acontece no dia 23. Em março, o Geral do Povo e o Ultra Prêmio Show são cancelados e deixam a grade da emissora. Inicialmente, foi anunciado que Geraldo Luís comandaria um novo projeto em substituição às atrações, mas a direção do canal acabou voltando atrás e demitiu o apresentador após 1 ano e meio. No mesmo mês estreia o Para Aqui!, novo dominical de João Kleber que reúne games, pegadinhas, show de talentos e mais, além de quadros consagrados do apresentador como os segredos. A nova atração é exibida na faixa anteriormente ocupada pelo João Kléber Show, que saiu do ar após 9 anos.
Em 4 de abril, a RedeTV! adquiriu os direitos de transmissão da Série B do Campeonato Brasileiro, marcando a volta da emissora à competição depois de 8 anos. Pelo contrato firmado em conjunto com a Liga do Futebol Brasileiro (LIBRA) e a Liga Forte União do Futebol Brasileiro (LFU), serão transmitidos dois jogos por rodada, nas noites de quinta-feira e nas tardes de sábado. A transmissão da Série B provocou mudanças na programação: o TV Fama deixou de ser exibido às quintas-feiras, enquanto o Sensacional foi transferido para as noites de segunda-feira e o Companhia Certa passou a ser exibido na madrugada de sábado para domingo. Em 7 de abril, a emissora reestreou o Bola na Rede, sendo exibido no final das tardes de segunda a sexta após o Elas em Jogo. O esportivo estava fora do ar desde março de 2020. No dia 8 de abril, o jornalista Fernando Oliveira, o Fefito, deixou a apresentação do TV Fama e se desligou da RedeTV! após quase 2 anos.
No dia 6 de maio, o apresentador José Luiz Datena assinou com a RedeTV! para comandar um novo jornalístico no início da noite, marcando sua volta à emissora após 23 anos.  Inicialmente, cogitava-se que Datena comandaria uma nova versão do Repórter Cidadão, apresentado por ele em 2002. Porém, a marca se encontrava em posse de outro grupo no INPI, e o programa teve o nome alterado para Brasil do Povo, que estreou em 8 de junho. A chegada de Datena alterou a programação da RedeTV!: o Bola na Rede, que ocupava a faixa do início da noite, passou a ser exibido às 11h30, seguido pelo Elas em Campo às 12h50, enquanto o RedeTV! News passou a começar às 19h55, tendo a apresentação apenas de Amanda Klein.